# Liste des œuvres présentées à la cinquième exposition impressionniste
Cet article recense les œuvres présentées lors de la cinquième exposition impressionniste, qui s'est tenue du 1er au 30 avril 1880. Rassemblant 19 artistes, la cinquième exposition impressionniste regroupe au moins 232 œuvres.

## Titres
Les titres des œuvres, ainsi que leur ordre, sont ceux donnés sur le catalogue de l'exposition. Ils peuvent différer de ceux qu'on leur donne aujourd'hui.
Par ailleurs, de façon quasi systématique, les noms des personnes ne sont indiqués que par leurs initiales.

## Liste

### Marie Bracquemond
Marie Bracquemond présente 3 tableaux :
- 1 : Portrait (peut-être La Dame en blanc, musée de Cambrai[2],[3])
- 2 : L'Hirondelle (collection particulière)
- 3 : Étude d'après nature (collection particulière ; identifié grâce aux critiques contemporaines, notamment celle de Philippe Burty dans La République française du 10 avril 1880[4])

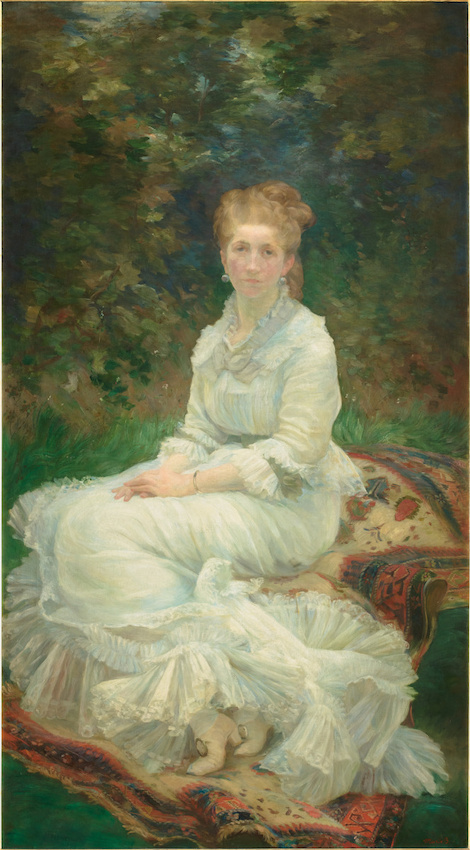
1 : Portrait ?
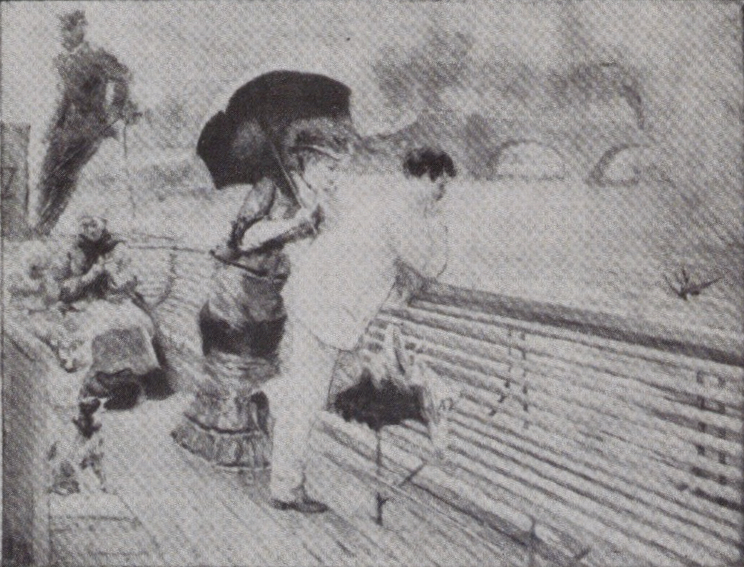
2 : L'Hirondelle
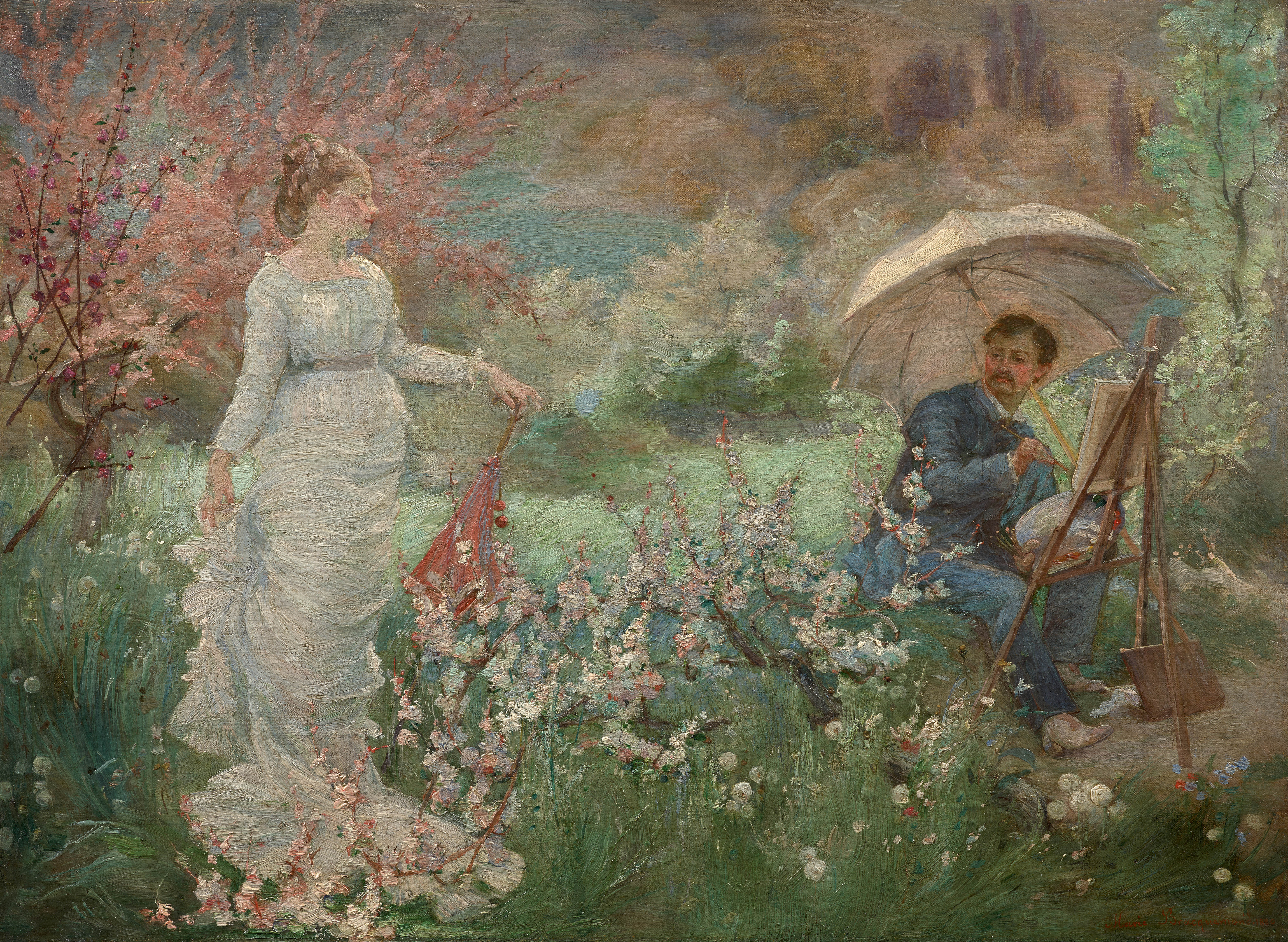
3 : Étude d'après nature

### Félix Bracquemond
Félix Bracquemond présente 2 œuvres : un dessin et un ensemble d'eaux-fortes.
- 4 : Portrait de M. Ed. de Goncourt (Edmond de Goncourt ; probablement Portrait d'Edmond de Goncourt, la main droite tenant une cigarette, estompe et fusain sur toile, conservé au département des arts graphiques du musée du Louvre[5],[6])
- 5 : Eaux-fortes pour décoration de services de faïence et de porcelaine (ensemble d'eaux-fortes rassemblées sous le même numéro de catalogue)

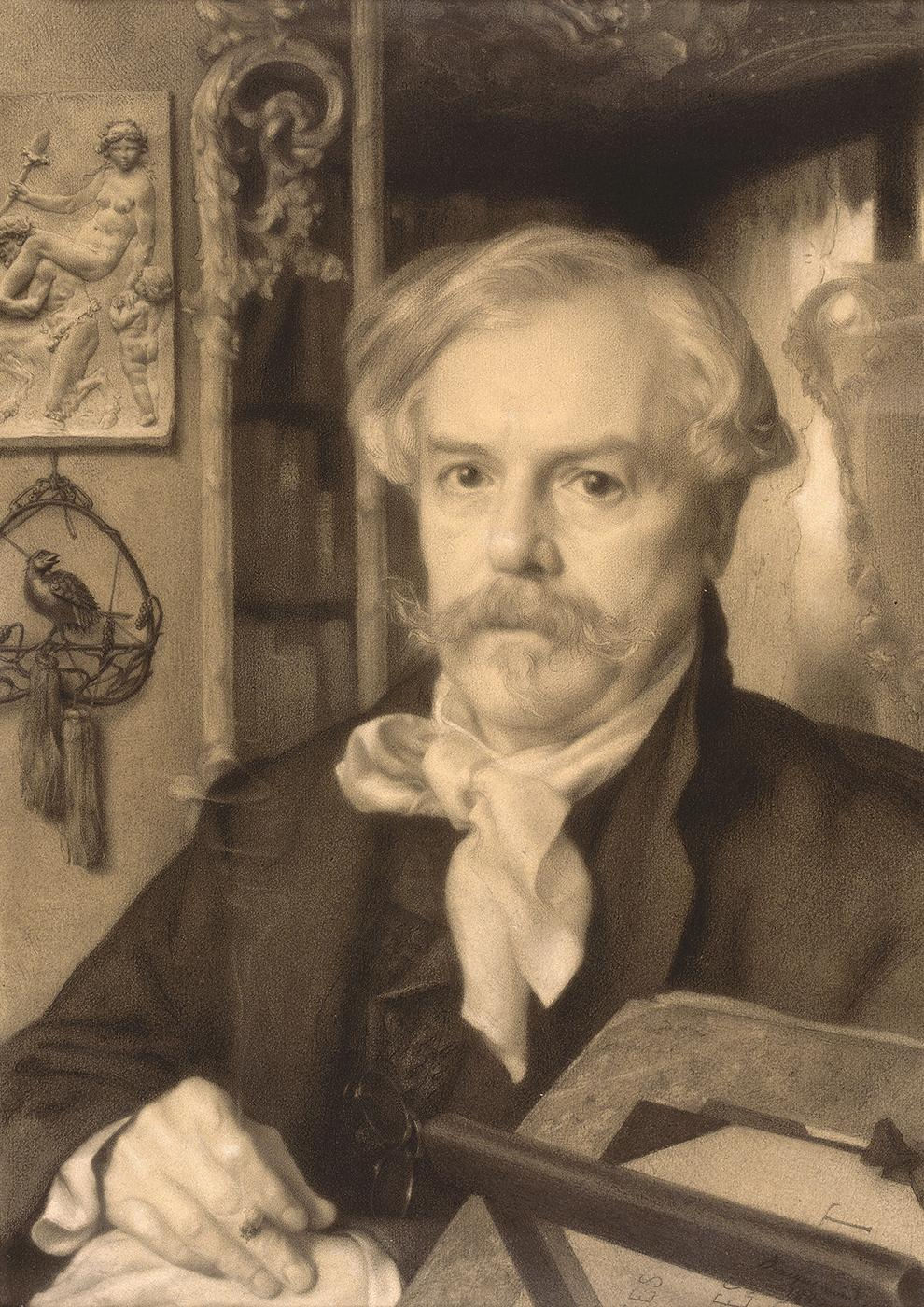
4 : Portrait de M. Ed. de Goncourt ?

### Gustave Caillebotte
Gustave Caillebotte présente 11 œuvres : huit tableaux et trois pastels.
- Tableaux :
  - 6 : Dans un café (musée des Beaux-Arts de Rouen[7],[8])
  - 7 : Portrait de M. J. R. (Jules Richemont ; collection particulière[9])
  - 8 : Portrait de M. G. C.
  - 9 : Intérieur (collection particulière sous le titre Intérieur, femme lisant[10])
  - 10 : Intérieur (collection particulière sous le titre Intérieur, femme à la fenêtre[10])
  - 11 : Nature morte (collection particulière sous le titre Nature morte : verres, carafes et compotiers de fruits[11])
  - 12 : Vue prise à travers un balcon (avk) (musée Van-Gogh[12],[13])
  - 13 : Vue de Paris, soleil (collection particulière[14])
- Pastels :
  - 14 : Portrait de M. C. D. (Camille Daurelle ; musée d'Orsay sous le titre Portrait de Camille Daurelle dans le parc de Yerres[15],[16])
  - 15 : Tête d'enfant (musée d'Orsay sous le titre Portrait de Camille Daurelle[17],[18])
  - 16 : Paysage (peut-être Paysage, environs d'Yerres, collection particulière[19])

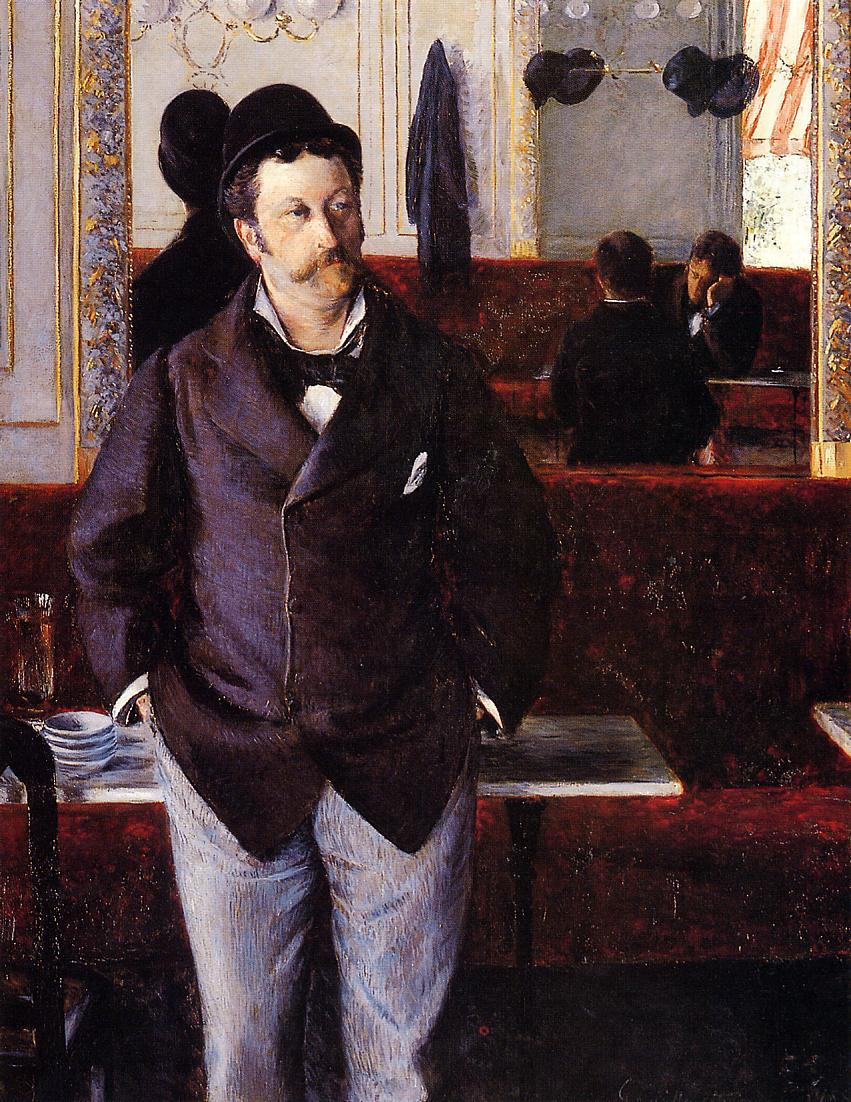
6 : Dans un café
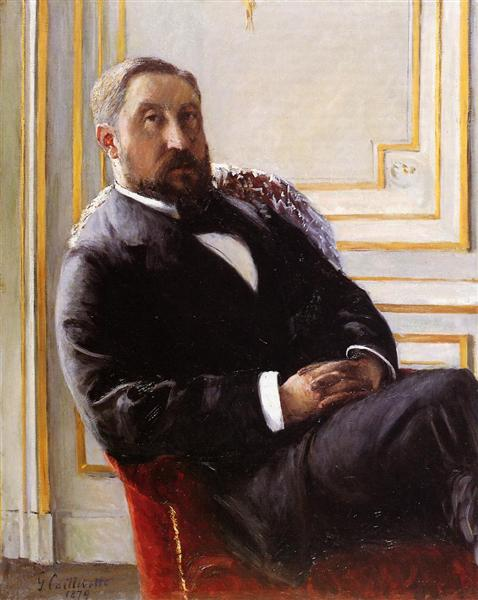
7 : Portrait de M. J. R.
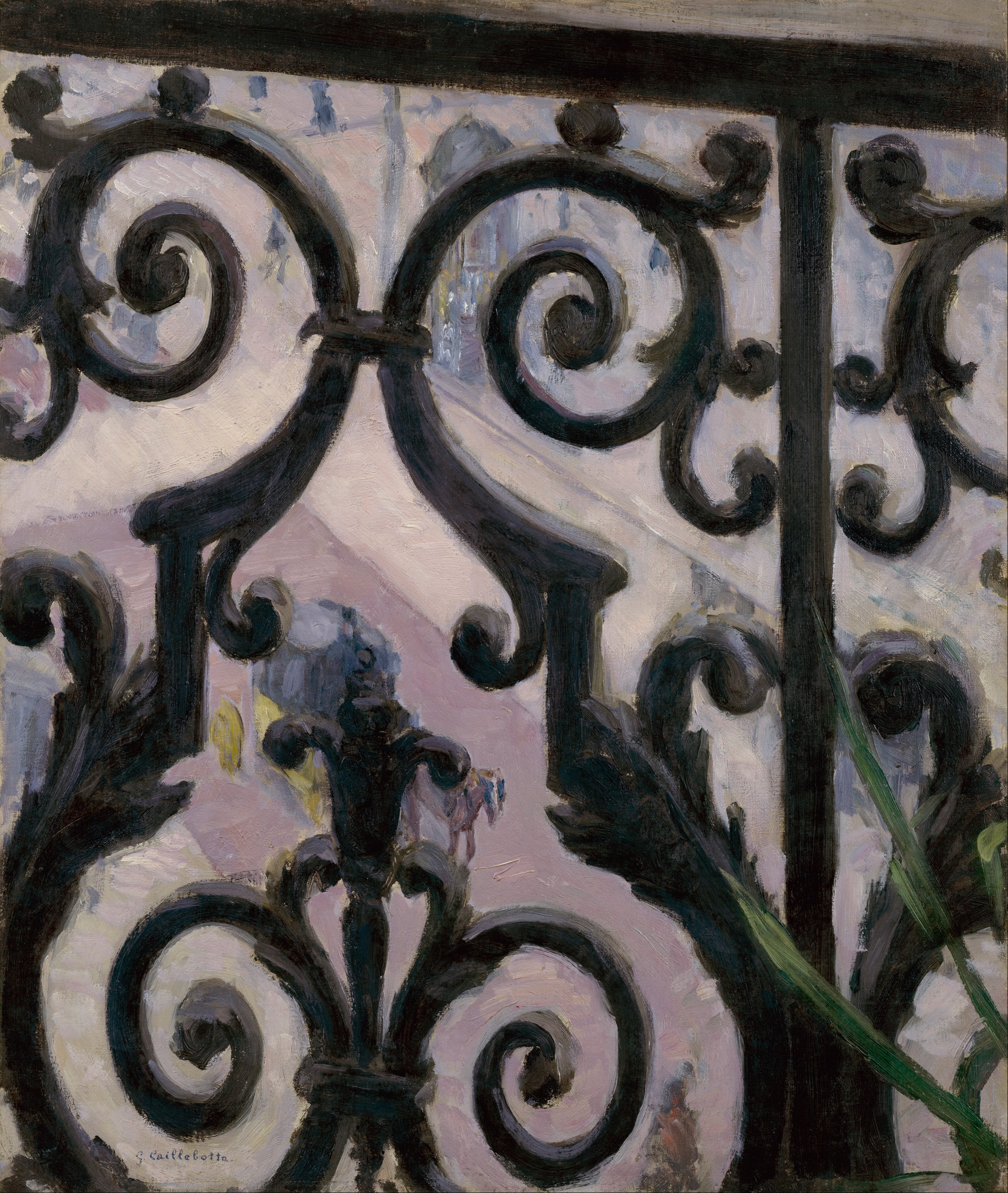
12 : Vue prise à travers un balcon (avk)
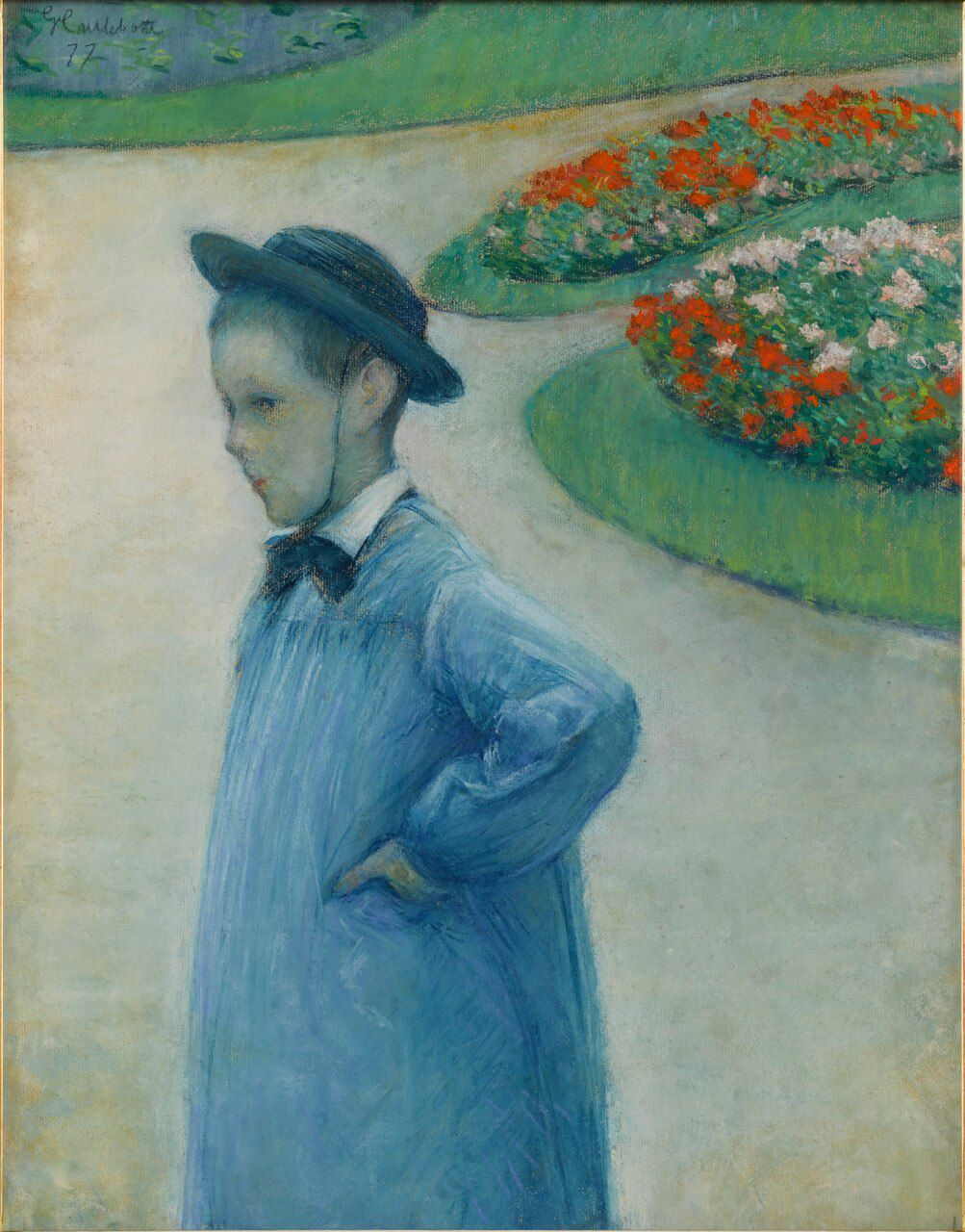
14 : Portrait de M. C. D.
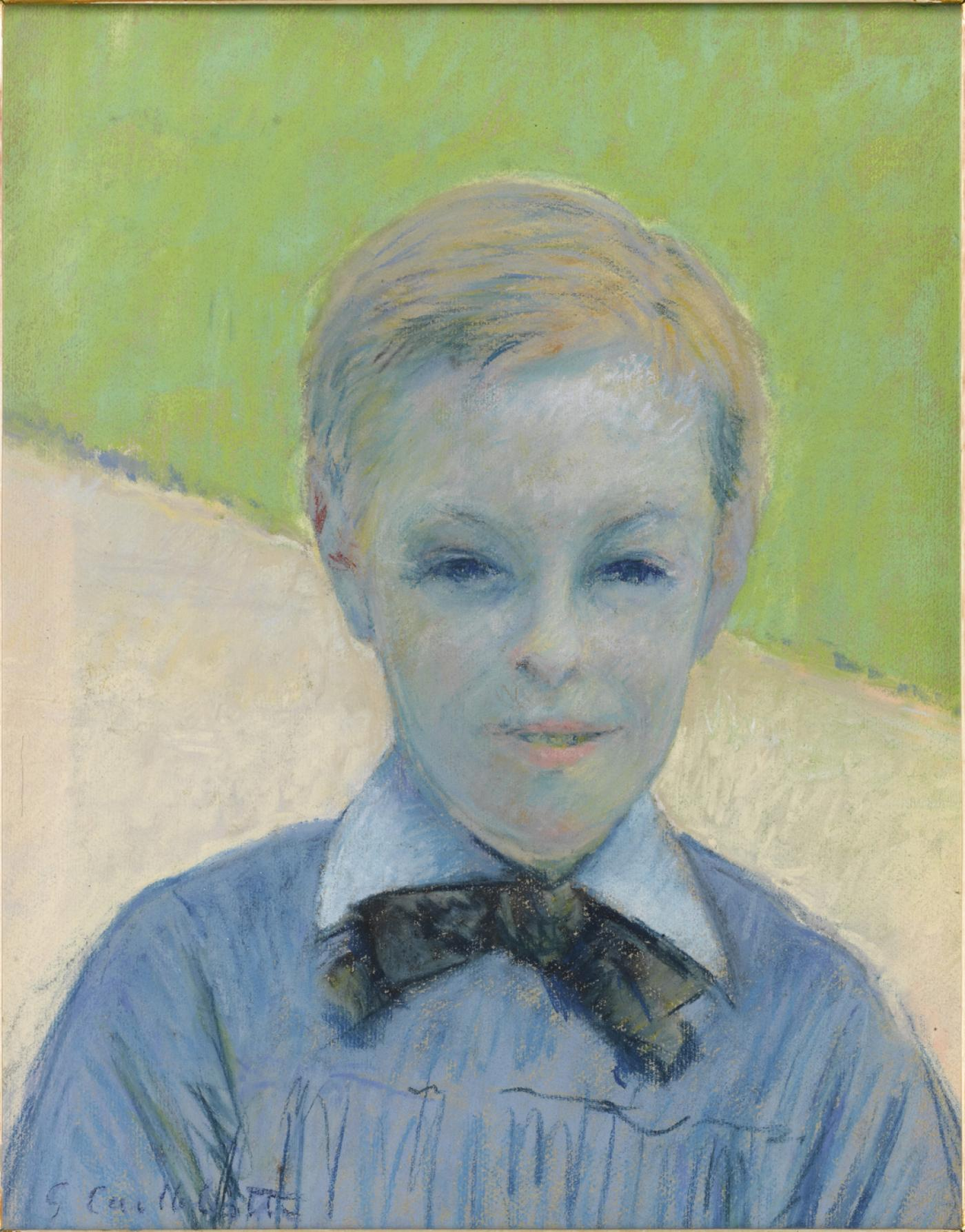
15 : Tête d'enfant

### Mary Cassatt
Mary Cassatt présente 16 œuvres : huit tableaux et huit eaux-fortes.
- Tableaux :
  - 17 : Portrait de Mme J.
  - 18 : Portrait de Mlle G.
  - 19 : Portrait de Mlle H.
  - 20 : Sur un balcon
  - 21 : Le Thé (en) (musée des Beaux-Arts de Boston[20])
  - 22 : Au théâtre
  - 23 : Portrait de Mme C. (musée d'Art du comté de Los Angeles[21])
  - 24 : Jeune Femme
- Eaux-fortes :
  - 25 : Femme au théâtre (premier et dernier état)
  - 26 : Femme lisant
  - 27 : Portrait d'enfant (premier et second état)
  - 28 : Enfant au chapeau
  - 29 : Au coin du feu
  - 30 : Homme lisant
  - 31 : Le Soir
  - 32 : Portrait de femme

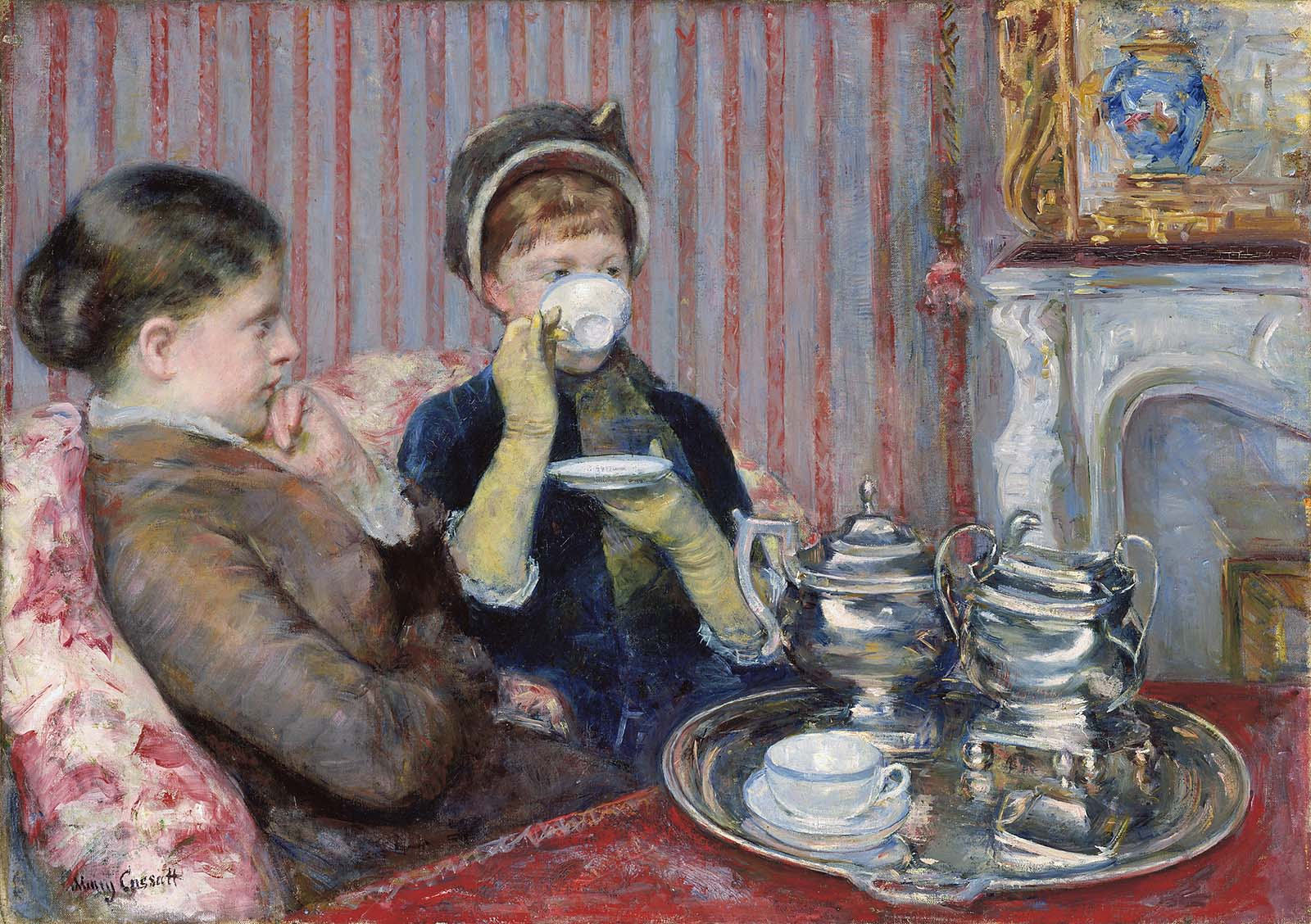
21 : Le Thé (en)
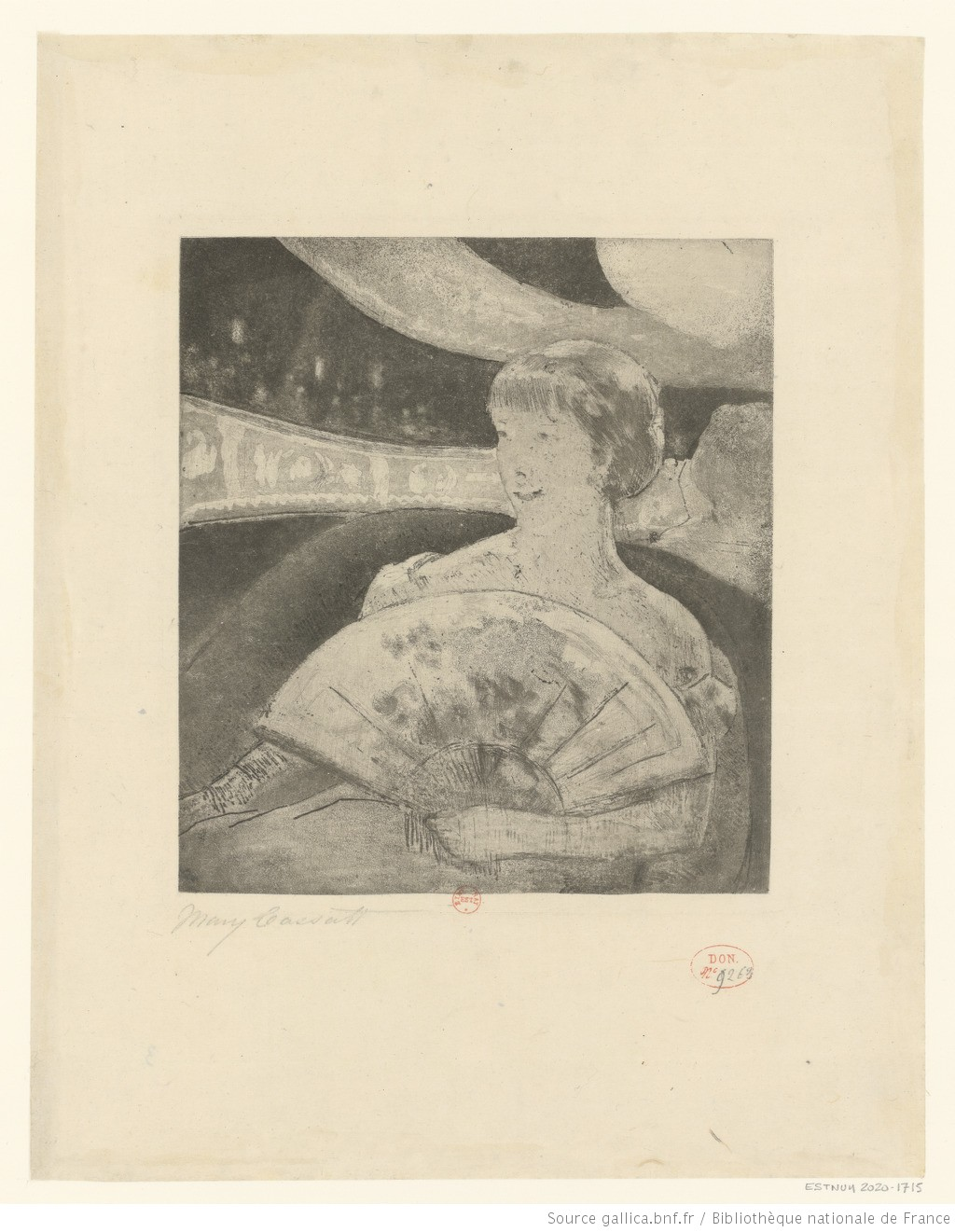
25 : Femme au théâtre

### Edgar Degas
Edgar Degas présente 12 œuvres :
- 33 : Petites Filles spartiates provoquant des garçons (1860) (National Gallery sous le titre Jeunes Spartiates à l'entraînement[22])
- 34 : Petite Danseuse de quatorze ans (statuette en cire)
- 35 : Portraits à la Bourse (appartient à Ernest May ; musée d'Orsay[23],[24] ; déjà présenté à la quatrième exposition en 1879)
- 36 : Portrait (probablement Portrait d'Edmond Duranty, collection Burrell[25],[26])
- 37 : Portrait
- 38 : Étude de loge au théâtre (pastel ; collection particulière[27])
- 39 : Toilette (pastel)
- 40 : Examen de danse (pastel ; appartient à Ernest May ; musée d'Art de Denver[28],[29])
- 41 : Danseuses (pastel et gouache ; appartient à M. L... ; Shelburne Museum sous le titre  Deux danseuses[30],[31])
- 42 : Dessins
- 43 : Dessins
- 44 : Essais et états de planches (eaux-fortes)

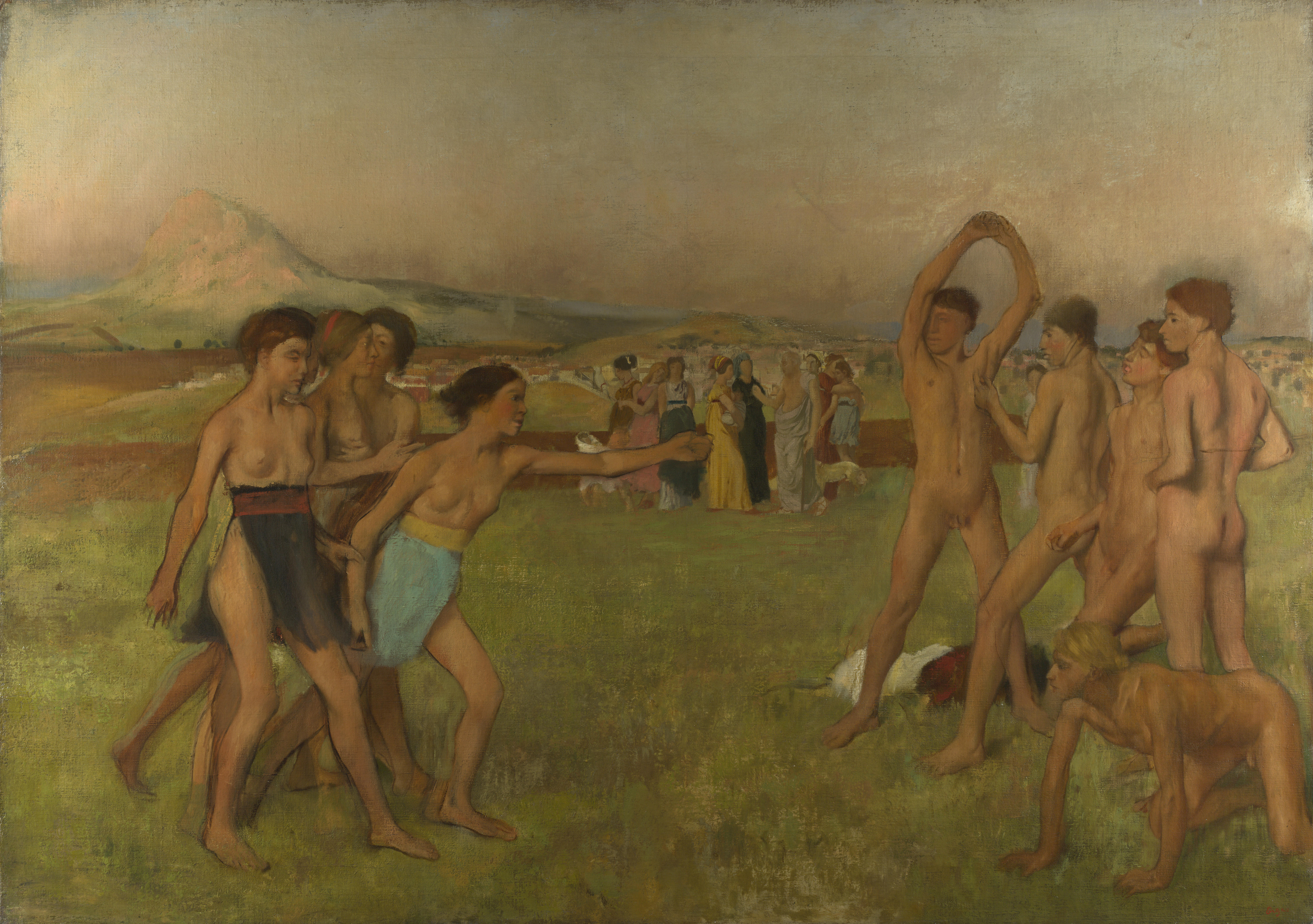
33 : Petites Filles spartiates provoquant des garçons (1860)
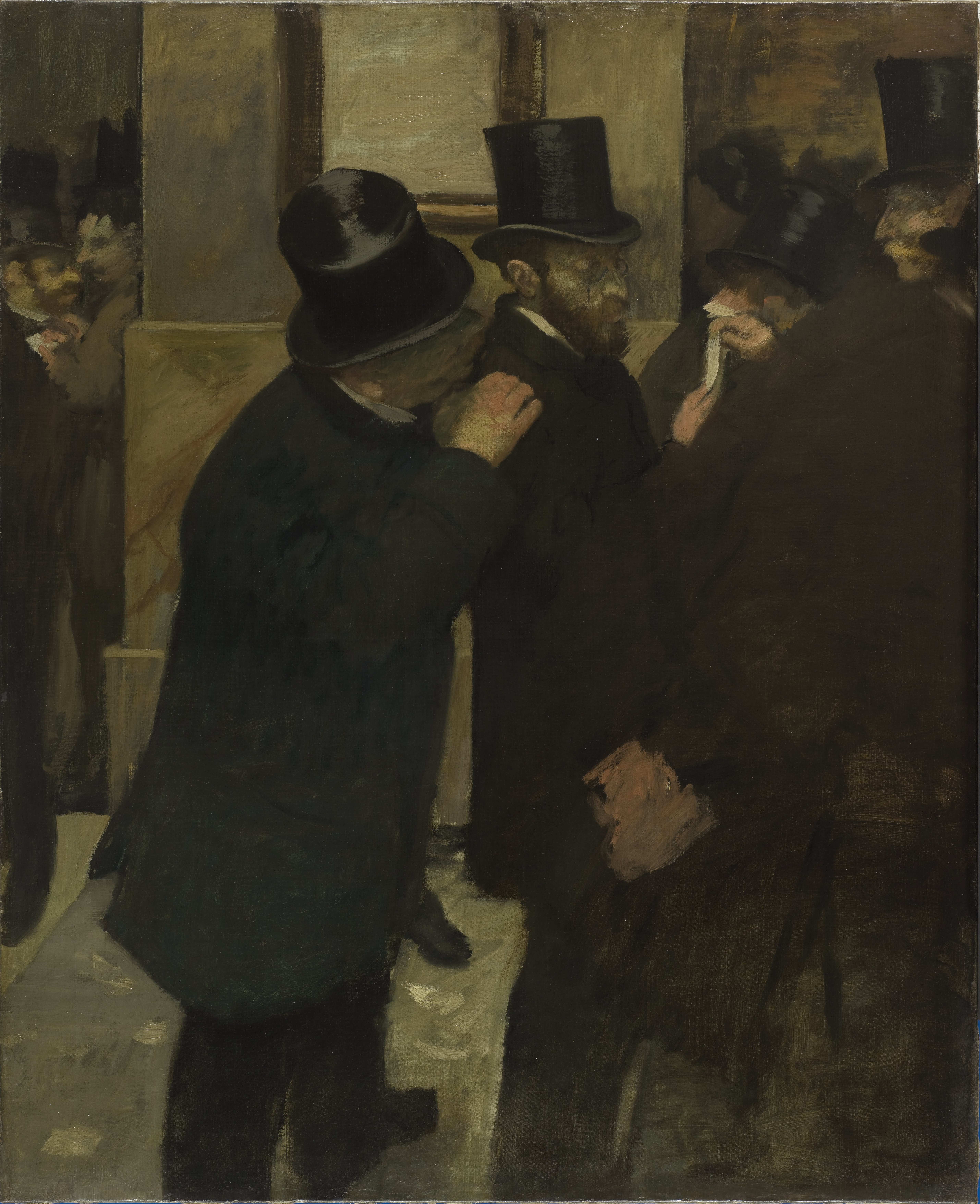
35 : Portraits à la Bourse
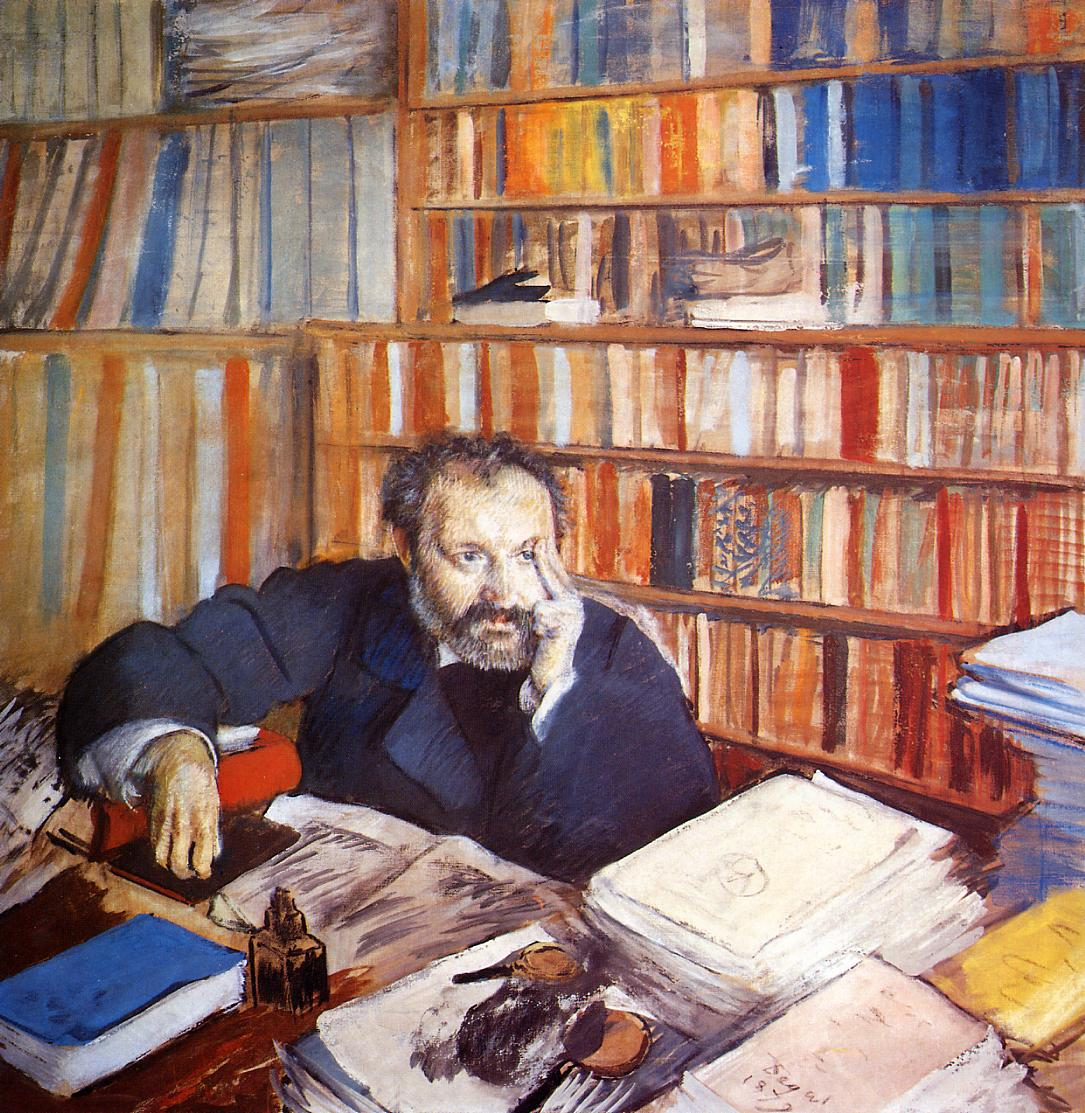
36 : Portrait
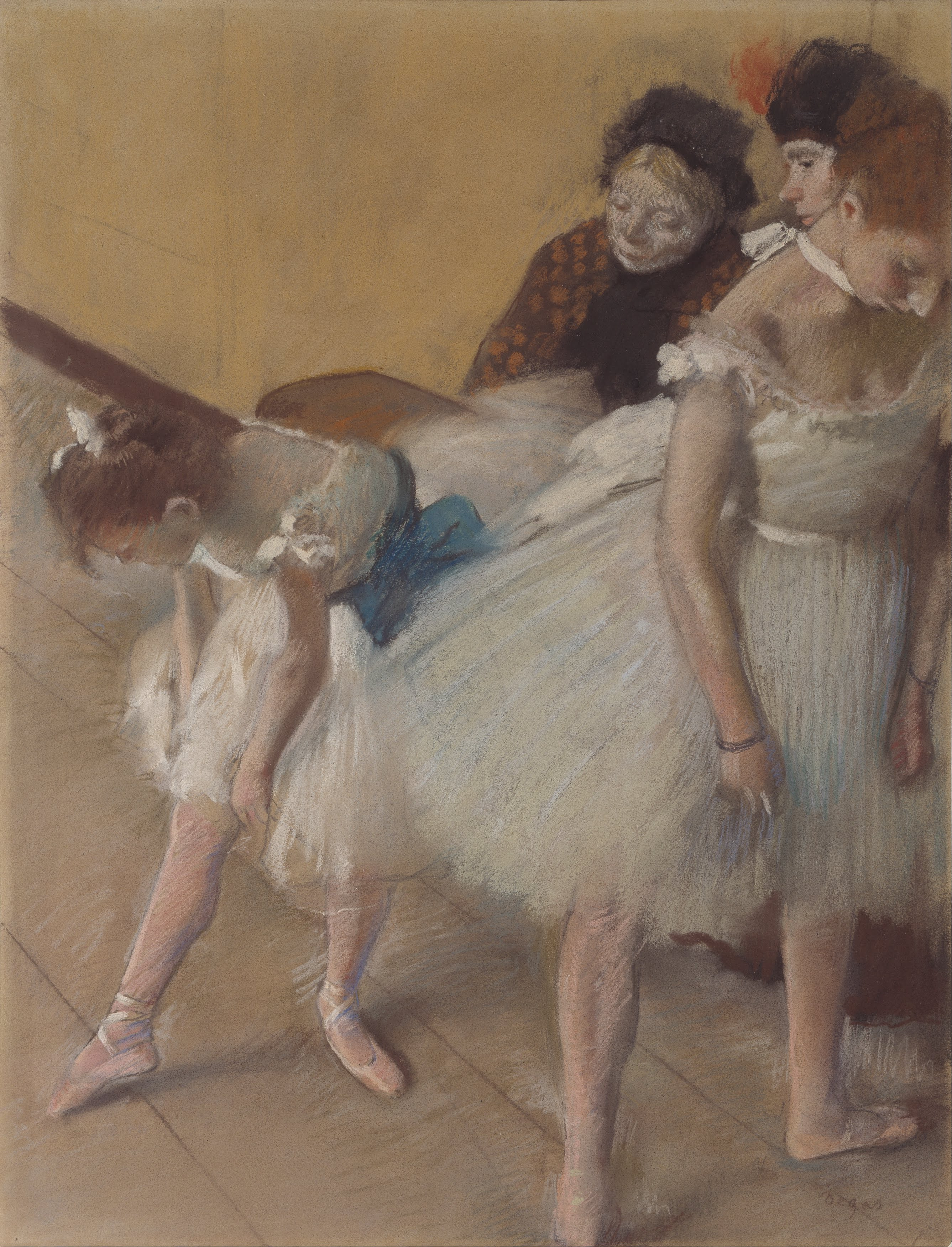
40 : Examen de danse
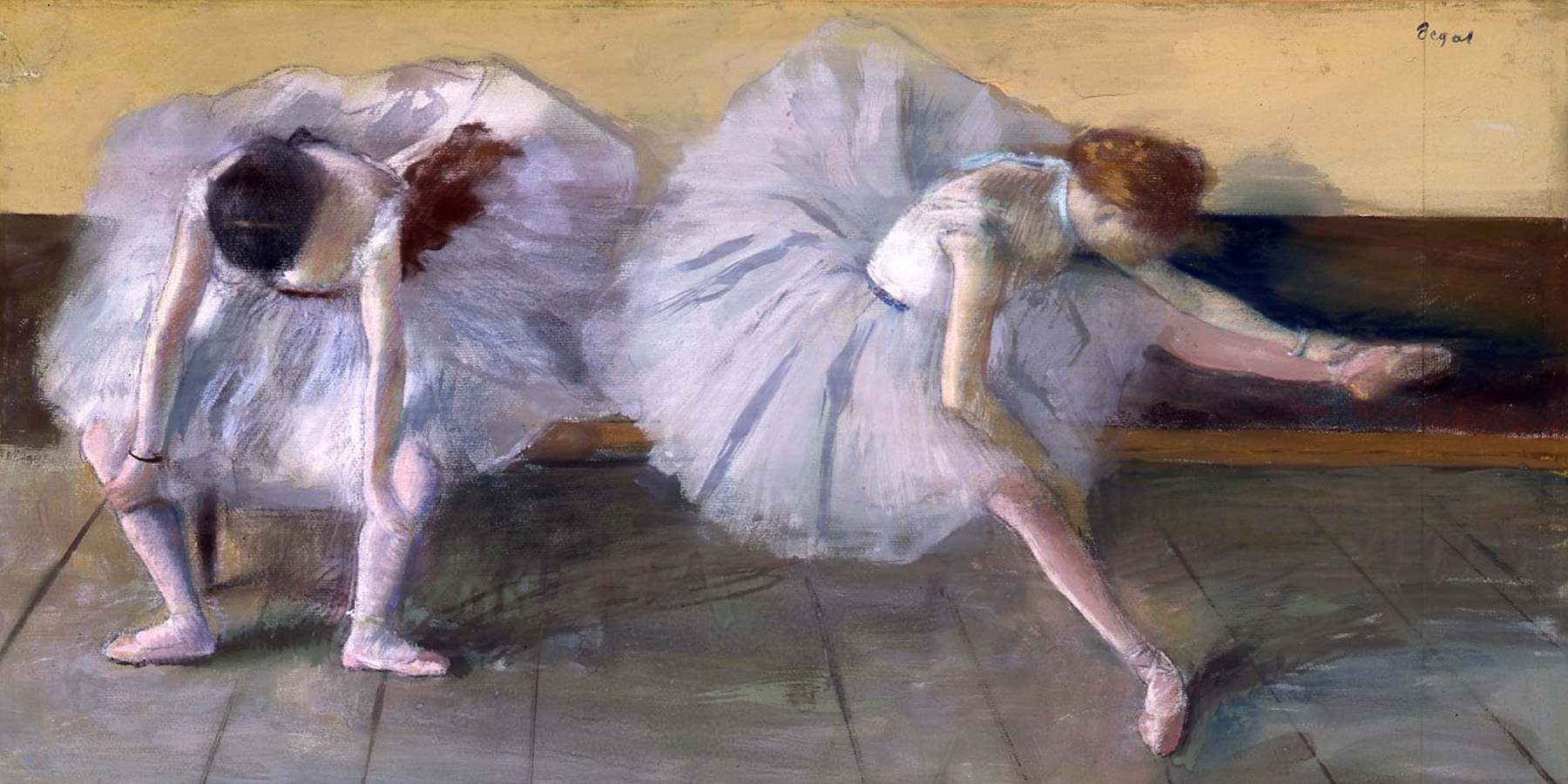
41 : Danseuses

### Jean-Louis Forain
Jean-Louis Forain présente 10 œuvres : deux tableaux, six dessins et deux eaux-fortes.
- Tableaux :
  - 45 : Actrice allant rentrer en scène (appartient à Mlle V. de M.)
  - 46 : Étude d'homme
- Dessins :
  - 47 : Dessin
  - 48 : Dessin
  - 49 : Dessin
  - 50 : Dessin
  - 51 : Dessin
  - 52 : Dessin
- Eaux-fortes :
  - 53 : Eau-forte
  - 54 : Eau-forte

### Paul Gauguin
Paul Gauguin présente 8 œuvres : sept tableaux et un buste en marbre.
- Tableaux :
  - 55 : Les Pommiers de l'Hermitage (Seine-et-Oise) (Philadelphia Museum of Art[32])
  - 56 : Les Maraîchers de Vaugirard (Smith College Museum of Art[33],[34])
  - 57 : Effet de Neige (musée des Beaux-Arts de Budapest sous le titre Jardin sous la neige[35],[36])
  - 58 : Nature morte (peut-être Nature morte : chope en bois et pichet en métal, Art Institute of Chicago[37],[38])
  - 59 : La sente du père Dupin (Seine-et-Oise) (probablement Chemin de village, collection particulière[39])
  - 60 : Étude (peut-être Bord de rivière, collection particulière[40])
  - 61 : Ferme Pontoise (collection particulière[41])
- Buste :
  - 62 : Buste marbre (Courtauld Gallery sous le titre Portrait de Mette Gauguin[42])

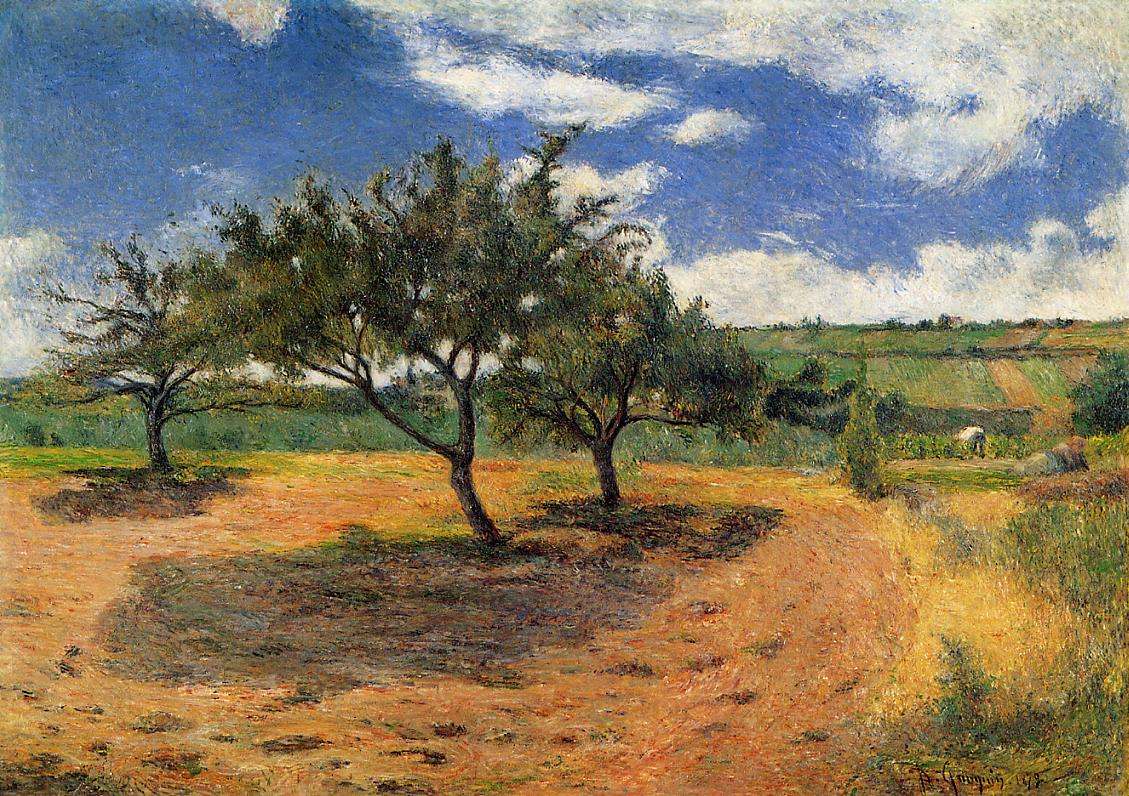
55 : Les Pommiers de l'Hermitage (Seine-et-Oise)
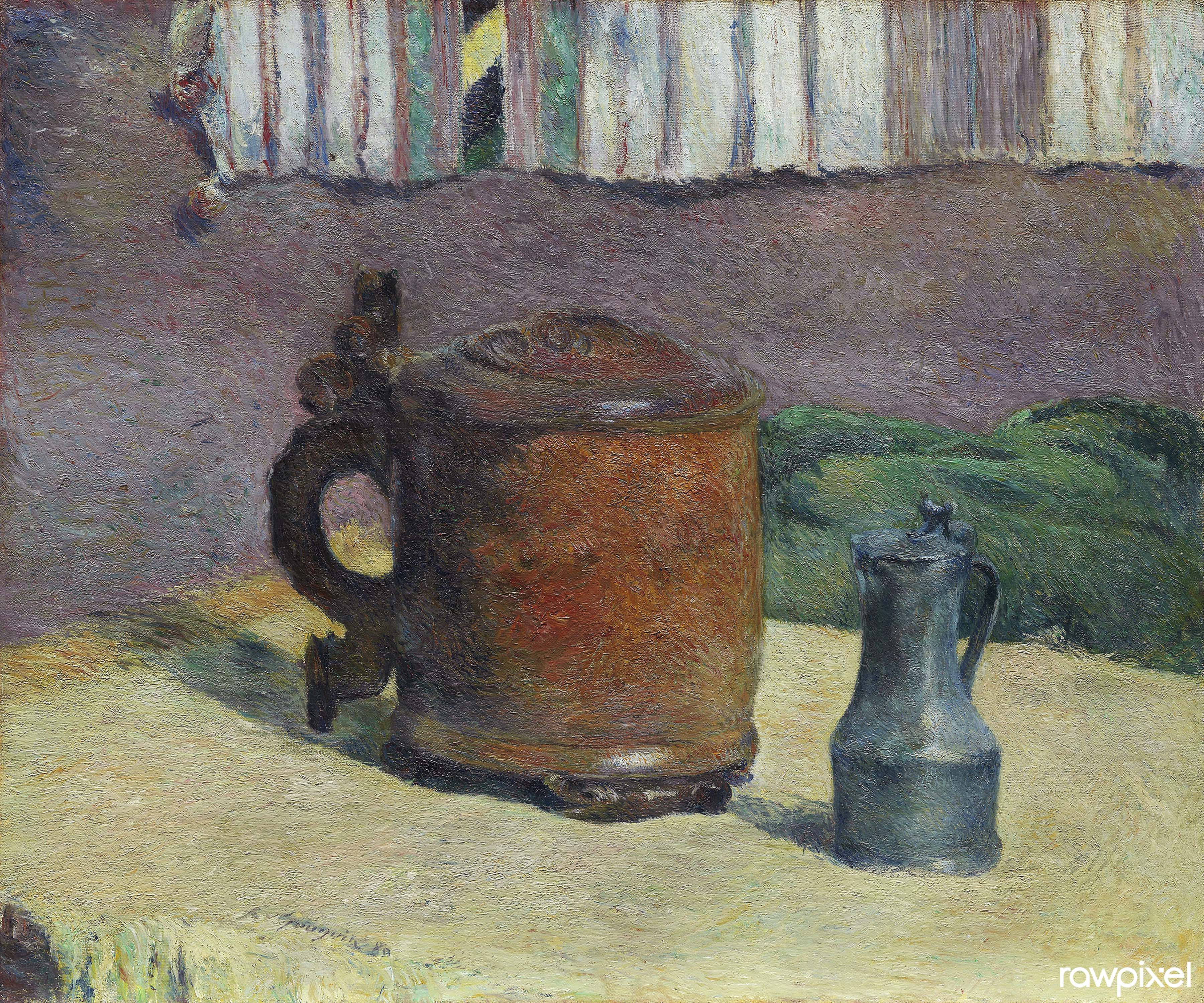
58 : Nature morte ?
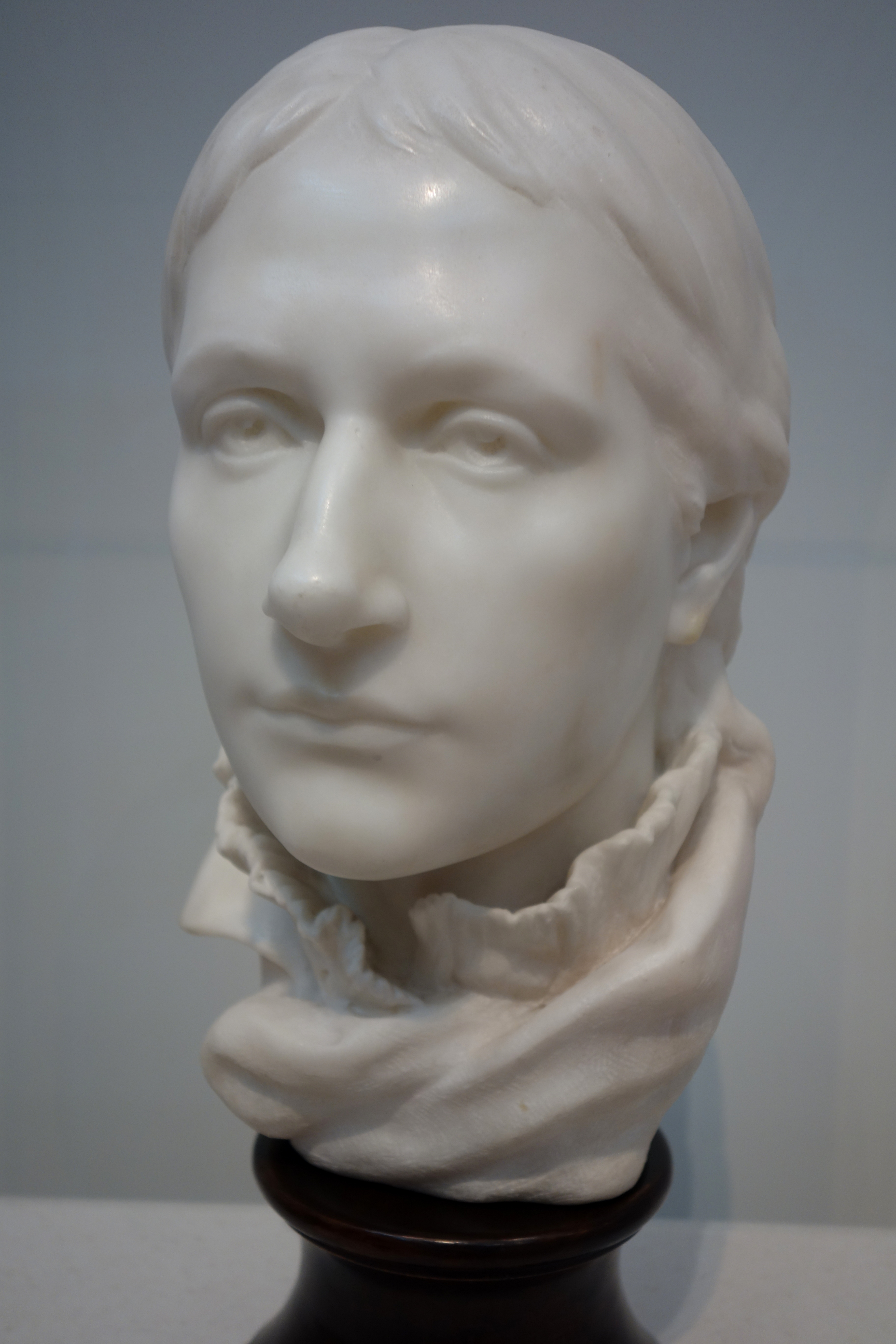
62 : Buste marbre

### Armand Guillaumin
Armand Guillaumin présente 22 œuvres : dix-huit tableaux et quatre pastels.
- Tableaux :
  - 63 : Bords de la Marne
  - 64 : Port d'Austerlitz (appartient à M. Perrinet)
  - 65 : Port d'Austerlitz, effet de neige
  - 66 : Port d'Austerlitz, effet de neige (musée d'Orsay sous le titre La Place Valhubert[43])
  - 67 : Quai de la gare, effet de neige (musée d'Orsay[44])
  - 68 : Rue des Écoles à Fontenay-aux-Roses
  - 69 : Fontenay-aux-Roses
  - 70 : La Marne à Ivry (appartient à M. Bonnet)
  - 71 : Portrait de M. A. (appartient à M. Aguiar)
  - 72 : Portrait de M. G.
  - 73 : Paysage, printemps
  - 74 : Paysage à Fontenay
  - 75 : Fosse Basin à Fontenay
  - 76 : Collégien (appartient à M. Parard)
  - 77 : Plaine de Châtillon
  - 78 : Plaine de Châtillon, automne
  - 79 : Carrière abandonnée
  - 80 : Pont-Marie
- Pastels :
  - 81 : Mlle B. (appartient à Mme G.)
  - 82 : M. Martinez
  - 83 : Mme M.
  - 84 : Mme G.

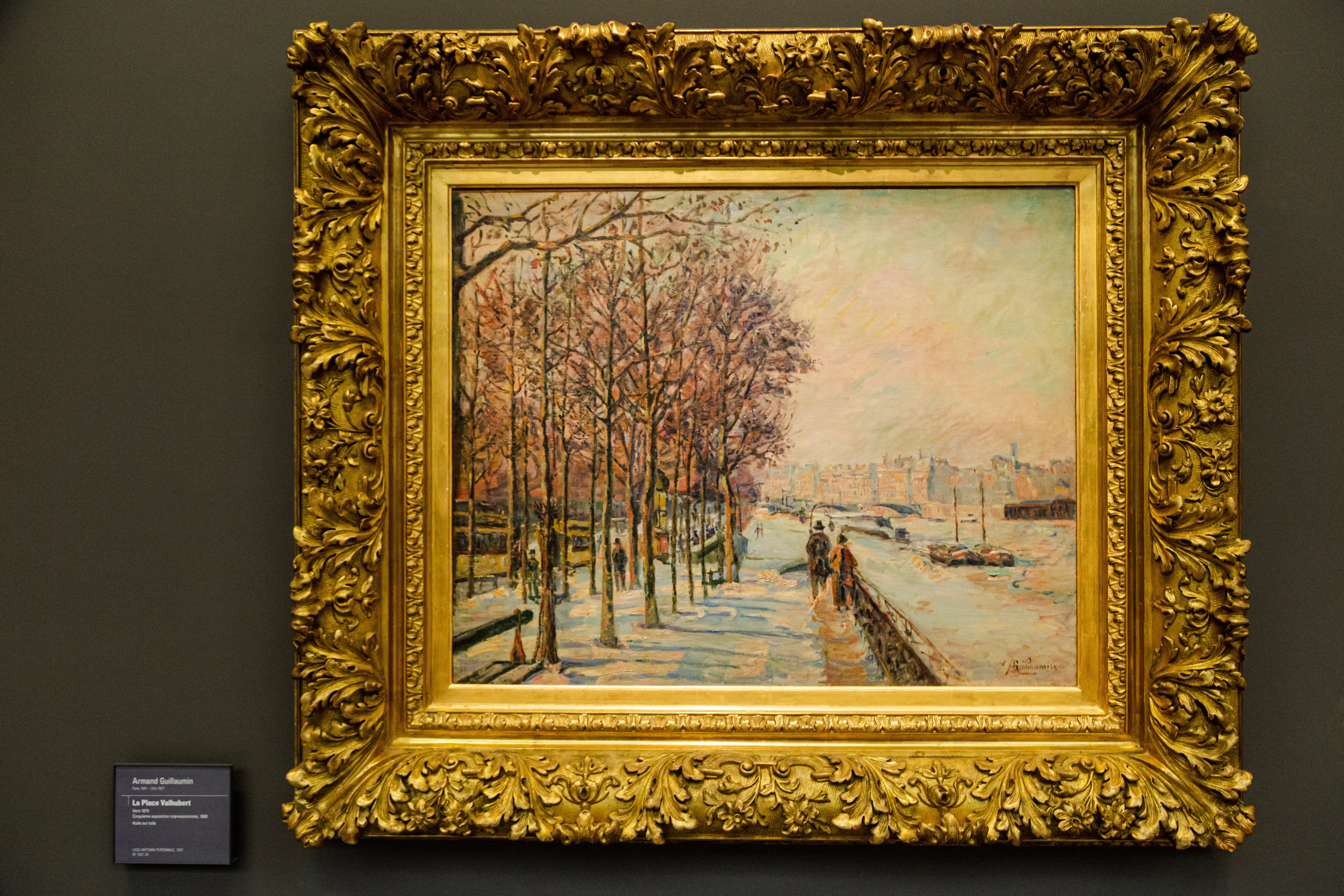
66 : Port d'Austerlitz, effet de neige

### Albert Lebourg
Albert Lebourg présente 20 œuvres : dix tableaux et dix dessins au fusain.
- Tableaux :
  - 85 : Marine, Rouen
  - 86 : Paysage, Normandie
  - 87 : Paysage, Normandie
  - 88 : Vue de Paris
  - 89 : Vue de Paris
  - 90 : Tente arabe
  - 91 : Intérieur d'une mosquée
  - 92 : Une cour de mosquée
  - 93 : Café maure
  - 94 : L'Amirauté, Alger
- Dessins au fusain :
  - 95 : Dessin
  - 96 : Dessin
  - 97 : Dessin
  - 98 : Dessin
  - 99 : Dessin
  - 100 : Dessin
  - 101 : Dessin
  - 102 : Dessin
  - 103 : Dessin
  - 104 : Dessin

### Léopold Levert
Léopold Levert présente 8 œuvres :
- 105 : Bords de l'Esonne [sic]
- 106 : La Ferme de Saint-Marc
- 107 : Chaumières à Carteret
- 108 : Plaine de Barbizon
- 109 : Une plâtrière à Fontenay-sous-Bois
- 110 : Plaine de la Brie
- 111 : Plaine de la Brie
- 112 : Cadre d'eaux fortes

### Berthe Morisot
Berthe Morisot présente 15 œuvres : dix tableaux, quatre aquarelles et un éventail.
- Tableaux :
  - 113 : Eté (musée Fabre sous le titre Jeune Femme assise devant la fenêtre[45])
  - 114 : Hiver (musée d'Art de Dallas[46])
  - 115 : Femme à sa toilette (musée d'Orsay sous le titre Jeune Femme se poudrant[47] ou Art Institute of Chicago sous le titre Femme à sa toilette[48])
  - 116 : Le Lac du bois de Boulogne (National Gallery sous le titre Jour d'été[49])
  - 117 : Paysage
  - 118 : L'Avenue du Bois, effet de neige (collection particulière[50])
  - 119 : Au jardin (sv) (Nationalmuseum sous le titre Au bois de Boulogne[49])
  - 120 : Portrait (musée d'Orsay sous le titre Jeune Femme en toilette de bal[51]
  - 121 : Tête de jeune fille
  - 122 : Paysage
- Aquarelles :
  - 123 : Aquarelle
  - 124 : Aquarelle
  - 125 : Aquarelle
  - 126 : Aquarelle
- Eventail :
  - 127 : Eventail

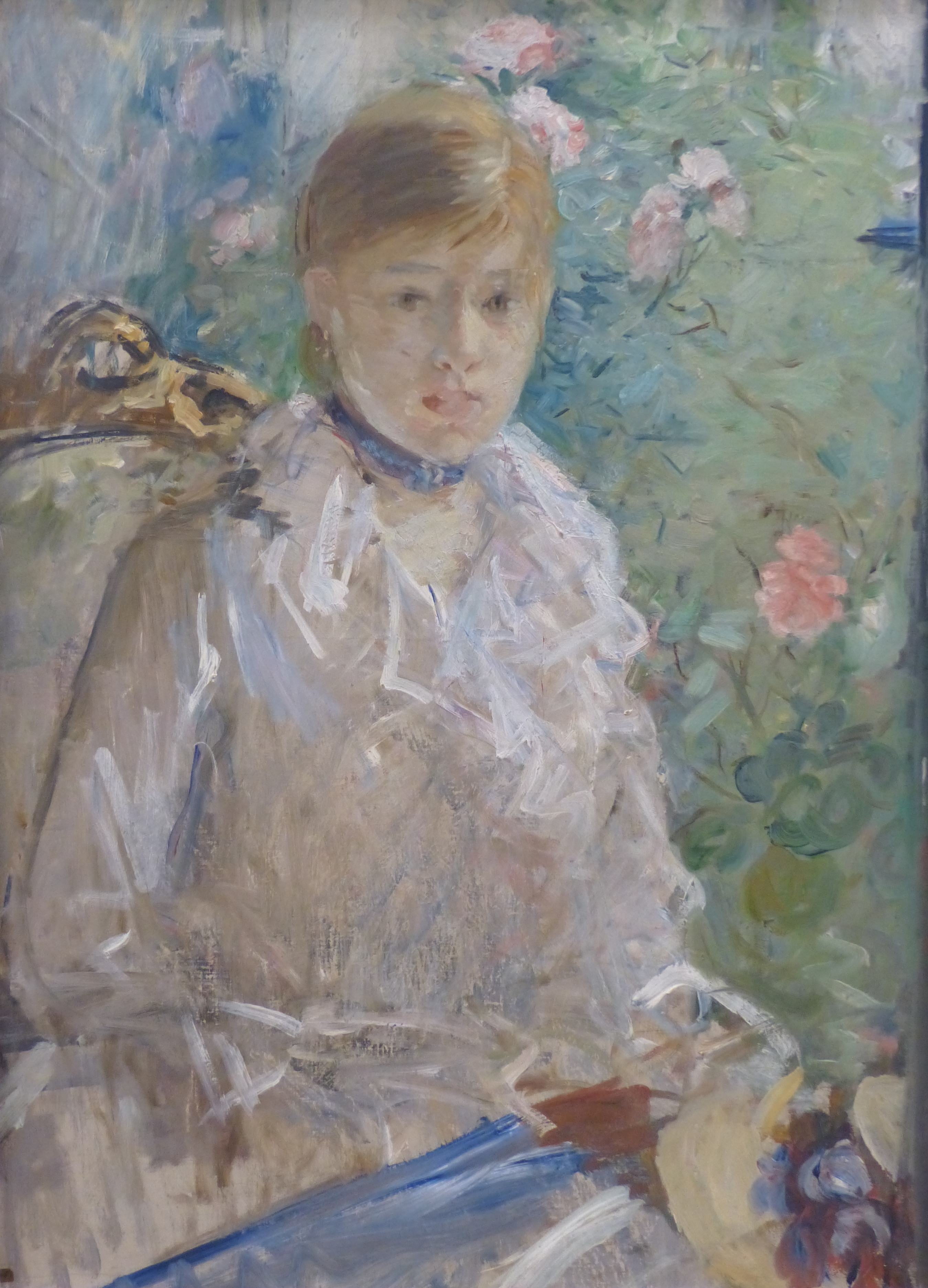
113 : Eté
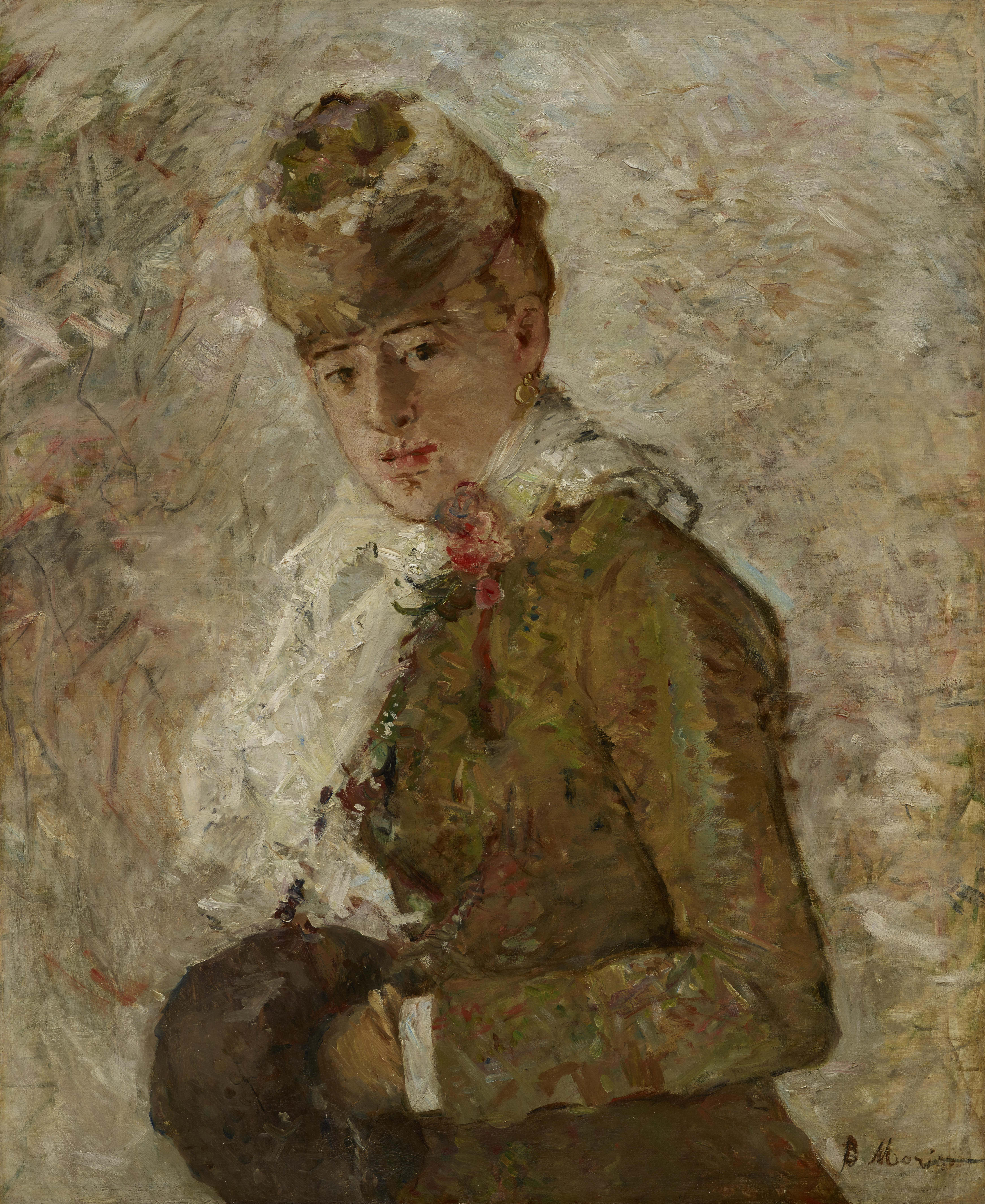
114 : Hiver
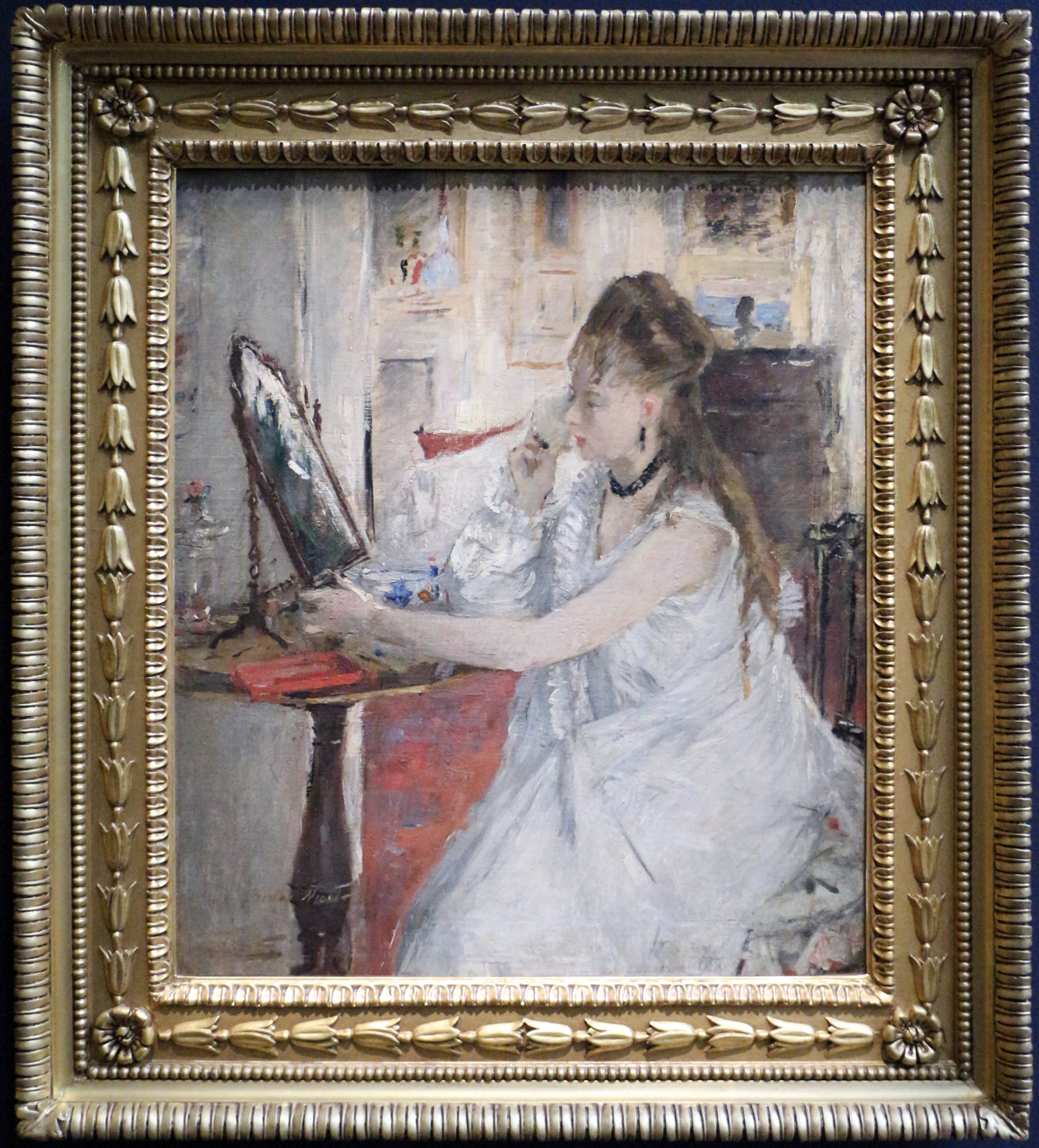
115 : Femme à sa toilette ?
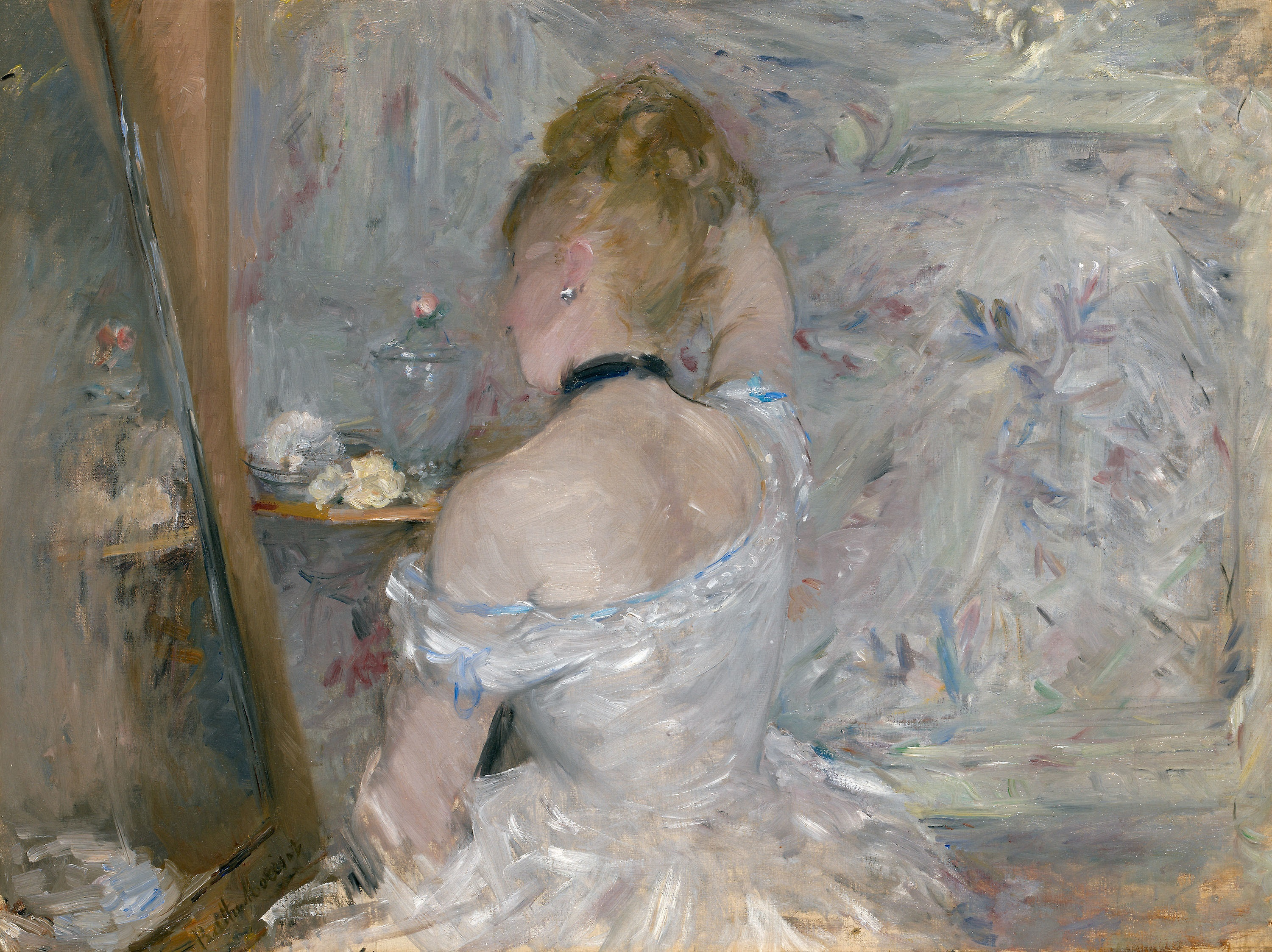
115 : Femme à sa toilette ?
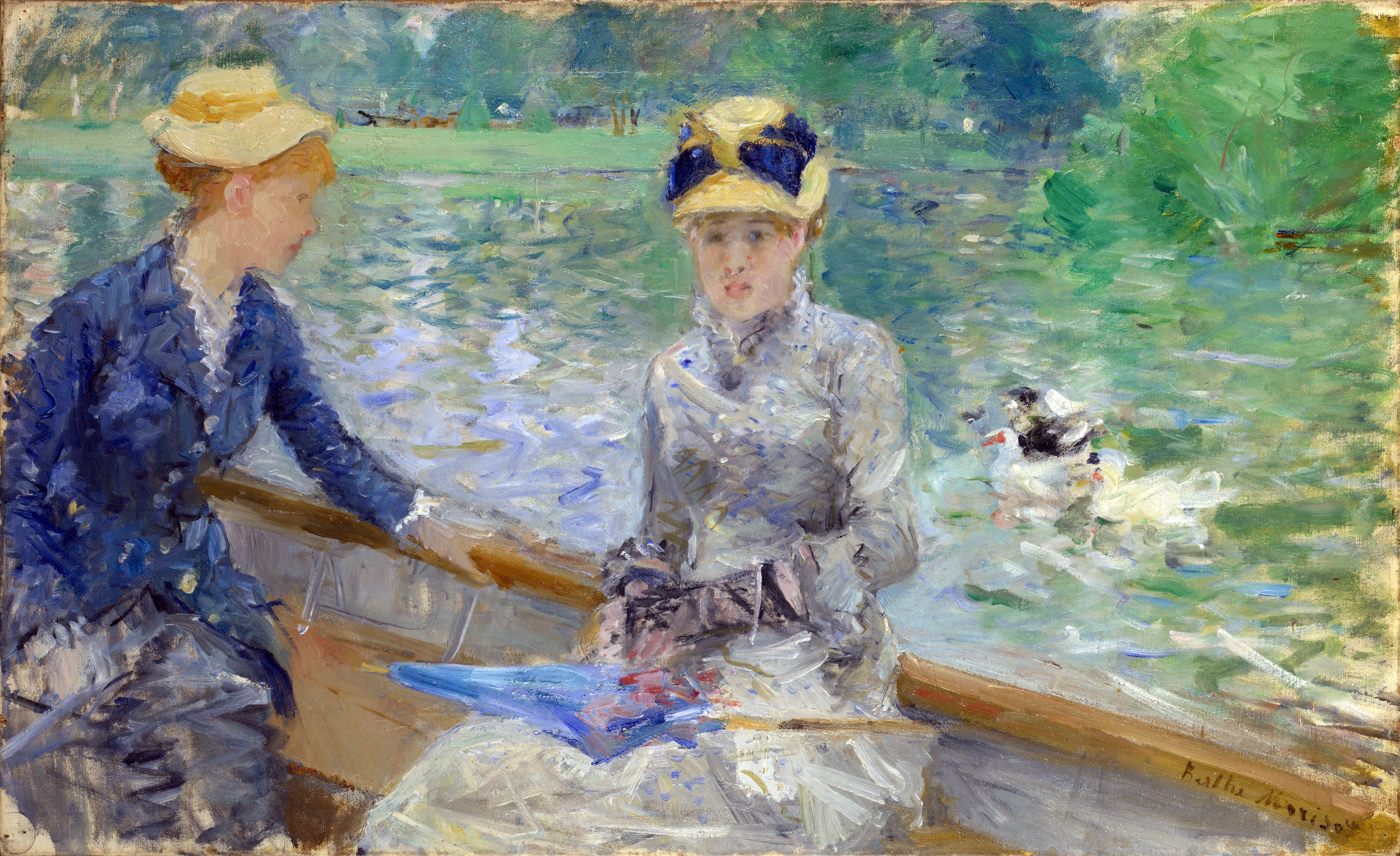
116 : Le Lac du bois de Boulogne
119 : Au jardin (sv)
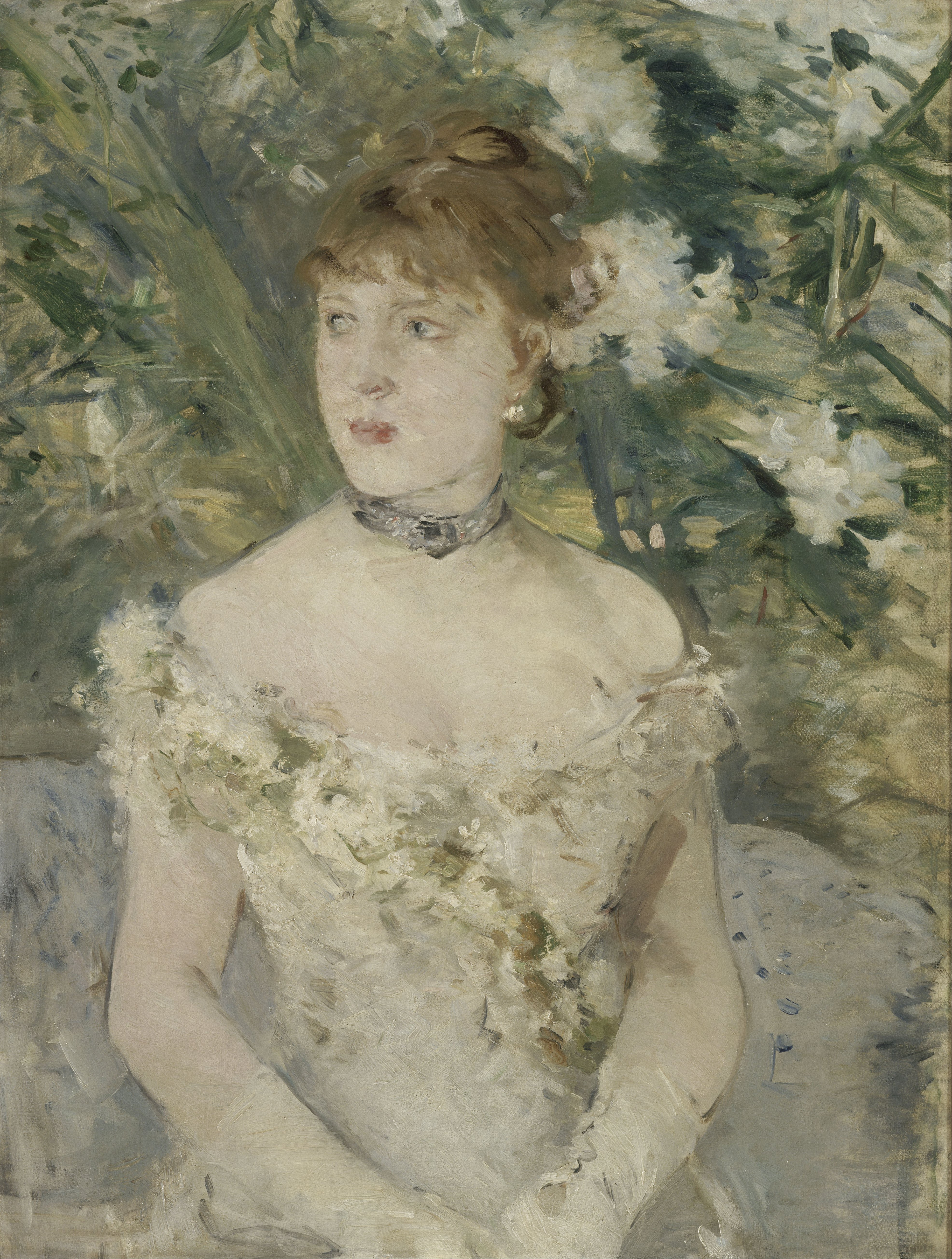
120 : Portrait

### Camille Pissarro
Camille Pissarro présente 16 œuvres : dix peintures, un éventail et cinq cadres comprenant chacun plusieurs eaux-fortes.
- Peintures :
  - 128 : Le Scieur de bois (appartient à Paul Gauguin ; collection particulière[52])
  - 129 : Jardin
  - 130 : Récolte des petits pois  (collection particulière[53])
  - 131 : Automne, chemin sous bois (collection particulière[54])
  - 132 : Paysage, route d'Ennery (collection particulière[55])
  - 133 : Récureuse de casserole (collection privée[56])
  - 134 : Jardin potager
  - 135 : Printemps
  - 136 : Gardeuse d'oie (Mayenne) (da) (peinture sur ciment ; National Gallery sous le titre Cardeuse de laine[53],[57])
  - 137 : Paysage d'été
- Éventail :
  - 138 : Éventail (appartient à M. Doucet)
- Eaux-fortes :
  - 139 : Paysage faisant partie de la première livraison de la publication Le Jour et la Nuit (quatre états)
  - 140 :
    - La Foire de la Saint-Martin (trois états)
    - Marchande de marrons (un état, pointe sèche)

  - 141 :
    - Paysage, route et coteaux près Laroche-Guyon (un état)
    - Effet de pluie (un état)
    - Vache et Figure (un état)
    - Coteaux de l'Hermitage, Pontoise (un état, pointe sèche)

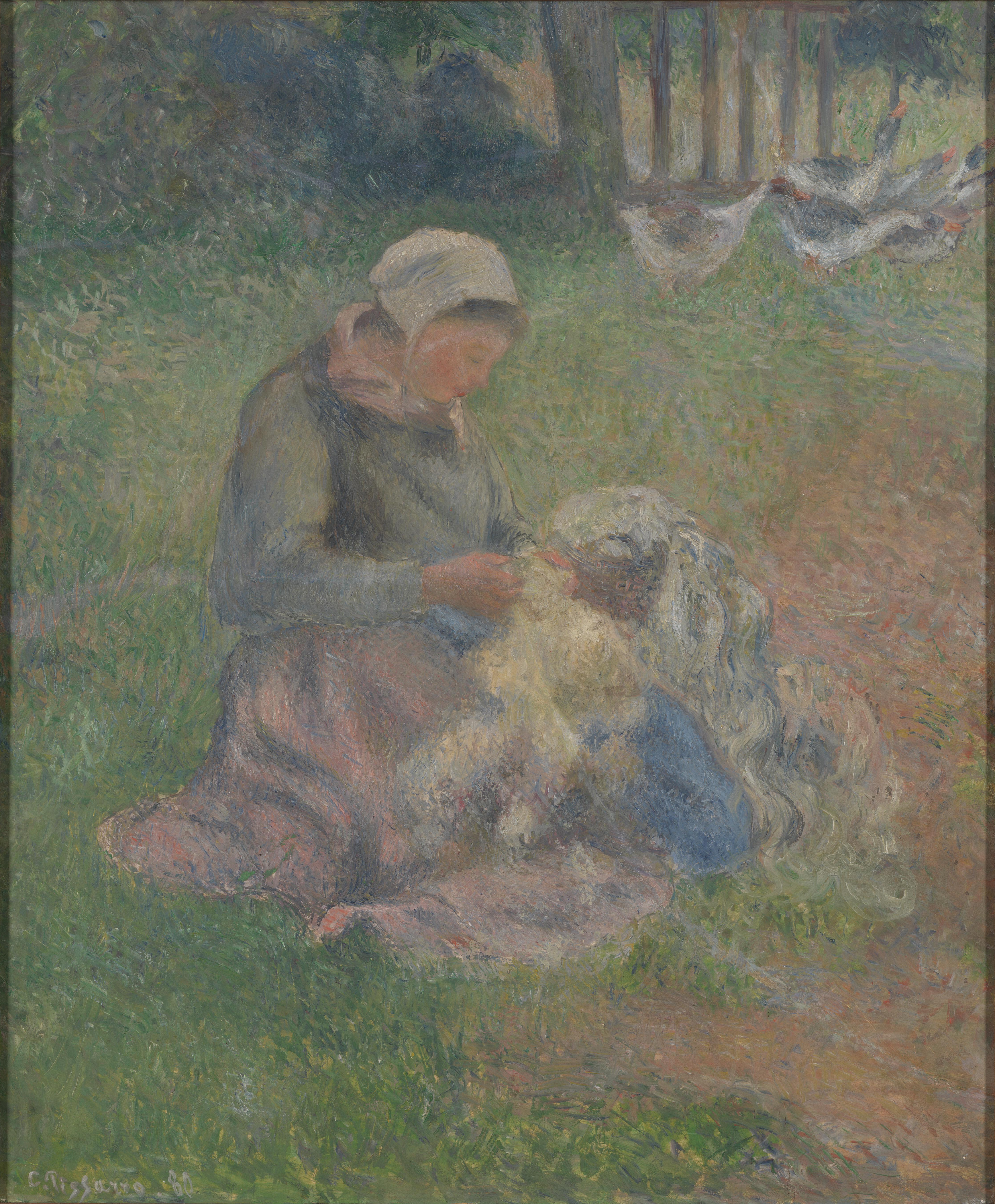
136 : Gardeuse d'oie (Mayenne)

  - 142 :
    - Paysage, masure (trois états)
    - Paysage, Arbres et Coteaux (deux états)

  - 143 : Petit Bois à l'Hermitage, Pontoise (un état)

- 136 : Gardeuse d'oie (Mayenne) (da)

### Jean-François Raffaëlli
Jean-François Raffaëlli présente 36 œuvres (tableaux, aquarelles, pastels) :
- 144 : Deux vieux (collection particulière[58])
- 145 : Profil d'enfant (appartient à Mme Durand)
- 146 : Terrains remblayés de démolitions
- 147 : Rôdeur de barrière (aquarelle)
- 148 : Salon d'attente d'un dentiste (appartient à M. Levallois)
- 149 : Jeune Femme pensive après la lecture d'une lettre
- 150 : Maire et Conseiller municipal (appartient à M. Salomon ; collection particulière[59])
- 151 : Jeune femme hésitant avant d'entrer dans le bain
- 152 : Homme tenant un sac à charbon (aquarelle ; appartient à Jacques Doucet)
- 153 : Le Mouvement, dans la route d'Argenteuil (pastel)
- 154 : La Route, hors les murs des fortifications, par la neige (appartient à Joris-Karl Huysmans)
- 155 : Tête d'Auvergnat (aquarelle et pastel)
- 156 : Balayeur, paysage des environs de Nice (appartient à Edmond Taigny)
- 157 : Marchand d'habits sur la route d'Argenteuil (aquarelle et pastel)
- 158 : Chiffonnier éreinté (aquarelle)
- 159 : Tête de vieille femme (pastel)
- 160 : Bonhomme tirant une brouette
- 161 : Chiffonnier hors les murs (aquarelle ; appartient à Ernest May)
- 162 : Type de balayeur (appartient à Ferdinand Heilbuth)
- 163 : Type de chiffonnier (appartient à Ferdinand Heilbuth)
- 164 : Eaux-fortes et pointe sèche
- 165 : Plaine couverte de neige (pastel)
- 166 : Quatre eaux-fortes pour le livre Croquis naturalistes de Joris-Karl Huysmans[60] :
  - Le Marchand de marrons
  - Les Remparts du nord de Paris
  - Les Maigres Repas
  - La Bière
- 167 : États successifs de l'eau-forte Chiffonnier éreinté
- 168 : Par de la brume et du vent, étude (aquarelle)
- 169 : L'Allumeur de quinquets de Sorrente (Italie) (appartient à M. S. T.)
- 170 : Homme portant deux pains
- 171 : Chiffonnière (aquarelle)
- 172 : Balayeur souffrant du froid (appartient à Jules Claretie)
- 173 : La plaine de Gennevilliers
- 174 : Type de cantonnier
- 175 : Dessin du tableau Maire et Conseiller municipal (appartient à Louis Edmond Duranty)
- 176 : Du soleil sur la grande route
- 177 : Un commissionnaire de Paris (appartient à M. Massé)
- 178 : Portrait (appartient à Mlle C. S.)
- 179 : Ânes et Poules dans l'herbe (aquarelle)

### Jean-Marius Raffaëlli
La vie de Jean-Marius Raffaëlli (ou Marius Joseph Raffaëlli) est très mal connue. Graveur français, il serait né en 1861 et mort en 1882 ; sa relation à Jean-François Raffaëlli n'est pas connue avec certitude (peut-être sont-ils frères). Il aurait donc participé à la cinquième exposition impressionniste vers 19-20 ans, en présentant un ensemble de six eaux-fortes, regroupées sous le même numéro de catalogue :
- 180 : Six eaux fortes

### Henri Rouart
Henri Rouart présente 12 œuvres : quatre tableaux et huit aquarelles de Venise.

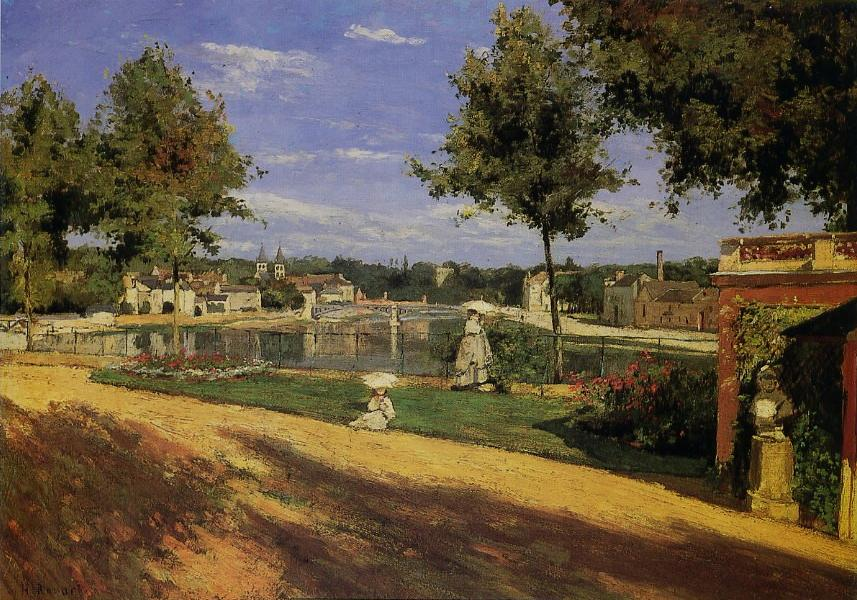
182 : Melun

- Tableaux :
  - 181 : Paysage
  - 182 : Melun (musée d'Orsay[63])
  - 183 : Étude
  - 184 : Belchenia (Pyrénées)
- Aquarelles
  - 185 : Venise
  - 186 : Venise
  - 187 : Venise
  - 188 : Venise
  - 189 : Venise
  - 190 : Venise
  - 191 : Venise
  - 192 : Venise

- 182 : Melun

### Charles Tillot
Charles Tillot présente 14 œuvres (dont deux cadres rassemblant plusieurs études et esquisses) :
- 193 : Falaises de Villers (marée basse)
- 194 : Vue prise des hauteurs d'Auberville (Villers-sur-mer)
- 195 : Plage de Villers
- 196 : Église de Lavardin (Loir-et-Cher)
- 197 : Allée de forêt au printemps
- 198 : Tête de jeune fille
- 199 : Pivoines dans une corbeille
- 200 : Pivoines et Iris dans un vase de Delft
- 201 : Giroflées
- 202 : Chrysanthèmes
- 203 : Soucis et Chrysanthèmes
- 204 : cadre d'études et esquisses
- 205 : cadre d'études et esquisses
- 206 : Tête d'étude

### Eugène Vincent Vidal
Eugène Vincent Vidal présente 9 œuvres :
- 207 : Portrait de Georges Grand
- 208 : Portrait de M. J. S.
- 209 : Dessin pour le portrait de M. Taillade
- 210 : Portrait de M. Gaston B.
- 211 : Femme en blanc
- 212 : Au café
- 213 : Tête de fillette
- 214 : Étude de femme
- 215 : Portrait de M. S.

### Victor Vignon
Victor Vignon présente 9 tableaux :
- 216 : Effet de neige. Montesson
- 217 : Rue à Clamart
- 218 : Chemin dans les vignes, étude
- 219 : Chemin près Carrières-Saint-Denis
- 220 : Près les Gressets
- 221 : La Seine, près la Grenouillère (appartient à M. Martin)
- 222 : Arbres fruitiers et Maisons (appartient à M. Martin)
- 223 : Chemin vert, près Chatou (appartient à M. Murat)
- 224 : Carrières, près Chatou (appartient à M. Murat)

### Federico Zandomeneghi
Federico Zandomeneghi présente 8 œuvres : quatre tableaux et quatre éventails.
- Tableaux :
  - 225 : Mère et Fille (collection particulière)
  - 226 : Portrait de M. Lanciani
  - 227 : Portrait de M. Paul Alexis
  - 228 : Étude
- Éventails :
  - 229 : Éventail
  - 230 : Éventail
  - 231 : Éventail
  - 232 : Éventail

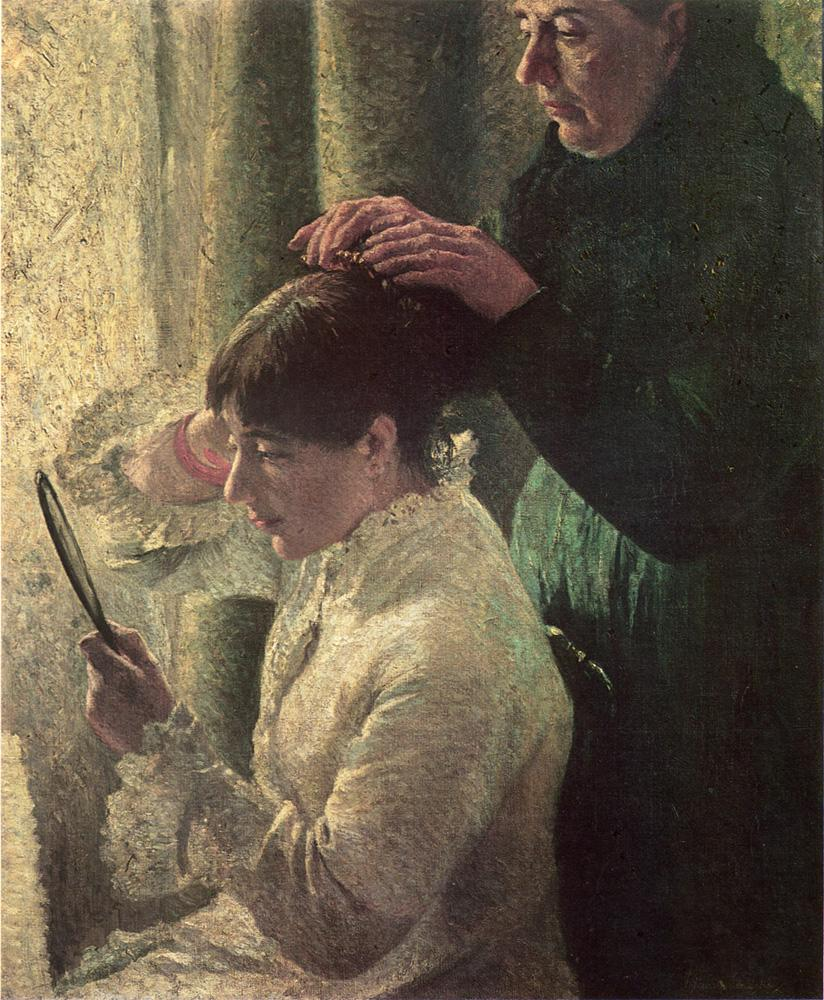
225 : Mère et Fille